# Hans Werner Henze
Hans Werner Henze (* 1. Juli 1926 in Gütersloh; † 27. Oktober 2012 in Dresden) war ein deutscher Komponist. Er gehört zu den bedeutendsten deutschen Komponisten des 20. Jahrhunderts.

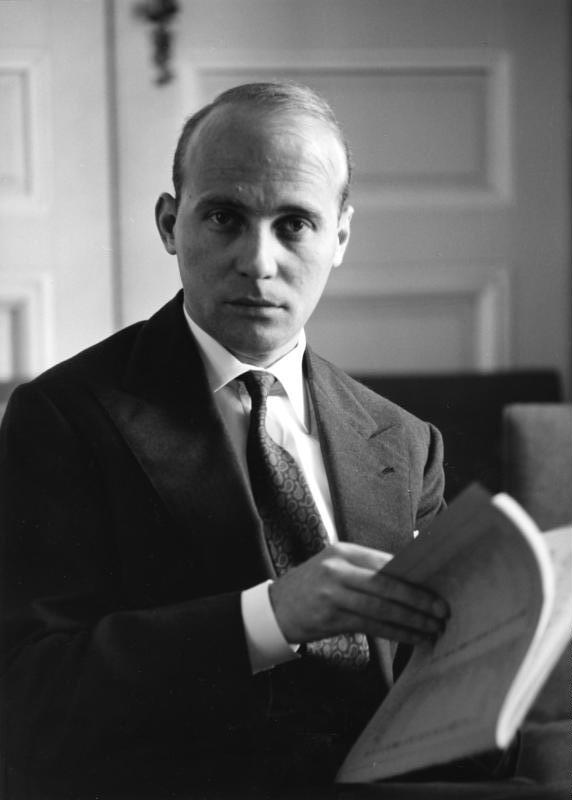
Hans Werner Henze (1960)

## Leben

### Kindheit und Jugend, Leben bis 1945
Hans Werner Henze wurde als erstes von sechs Kindern von Franz Henze (1898–1945) und seiner Frau Margarete Adele, geb. Geldmacher (1907–1976), im westfälischen Gütersloh geboren. Sein Vater war Lehrer an einer freien, progressiven Volksschule in Bielefeld, später im Dorf Dünne bei Bünde (Westfalen). Henze zeigte schon früh Interesse an Kunst und Musik. Als Jugendlicher geriet er aufgrund seiner politischen Einstellung in Konflikt mit dem Vater, der NSDAP-Mitglied war und ihn auf eine Musikschule der Waffen-SS schicken wollte. Als Hans Werner Henzes homosexuelle Neigung erkennbar wurde, soll sein Vater gesagt haben, dass „so etwas wie er ins KZ gehöre“. Im Frühjahr 1943 musste Henze das Gymnasium in Bielefeld wegen ungenügender Leistungen verlassen und begann ein Studium an der Staatsmusikschule Braunschweig in den Fächern Klavier und Schlagzeug. Im Januar 1944 wurde er zum Reichsarbeitsdienst, wenige Monate später als Funker zu einer Panzereinheit der Wehrmacht einberufen. Die Erfahrungen dieser Zeit führten bei ihm zu einem Gefühl der Mitschuld, aber auch zur lebenslangen leidenschaftlichen Ablehnung von Krieg und Faschismus.
Henze beantragte am 18. Januar 1944 die Aufnahme in die NSDAP und wurde zum 20. April desselben Jahres aufgenommen (Mitgliedsnummer 9.884.828). Er bestritt, jemals einen entsprechenden Aufnahmeantrag gestellt zu haben, allerdings war nach aktuellem Forschungsstand eine Aufnahme ohne eigenes Zutun nicht möglich.

### 1945–1990
Nach kurzer britischer Kriegsgefangenschaft, aus der er bereits im August 1945 entlassen wurde, schlug sich Henze zunächst als Hilfsarbeiter, Dolmetscher und Klavierspieler durch und wurde 1945 Korrepetitor am Stadttheater Bielefeld. Ab dem Frühjahr 1946 setzte er sein Studium bei Wolfgang Fortner am damaligen Kirchenmusikalischen Institut in Heidelberg und in Fortners Domizil in der Villa Braunbehrens fort, bereits mit 23 Jahren wurde er von der Presse als „sein bester Schüler“ tituliert. Fortner lehnte es jedoch ab, Henze die Zwölftontechnik nahezubringen: Er nannte sie „erledigt“, woraufhin sich der Student die Schönberg’sche Kompositionstechnik selber beibrachte, ehe er sie 1949 bei René Leibowitz in Darmstadt und Paris studierte. In seinen ersten Kompositionen setzte sich Henze denn auch aktiv mit der Zwölftontechnik auseinander, verknüpfte sie aber mit neoklassizistischem Stil, so in der 1. Sinfonie und dem 1. Violinkonzert (1947).
1948 wurde Henze musikalischer Mitarbeiter von Heinz Hilpert am Theater Konstanz, und seine erste Oper Das Wundertheater (nach Miguel de Cervantes) entstand. 1950 wechselte er als Künstlerischer Leiter und Dirigent des Balletts ans Hessische Staatstheater Wiesbaden. Nach zwei Rundfunkopern sowie mehreren Sinfonien und Solokonzerten etablierte er sich mit der 1952 in Hannover uraufgeführten abendfüllenden Oper Boulevard Solitude, einer modernen Version des Manon-Lescaut-Stoffes, endgültig als einer der führenden Komponisten seiner Generation.
Bei den Weltmusiktagen der International Society for Contemporary Music (ISCM World Music Days) wurden nacheinander folgende Werke Henzes aufgeführt: 1953 in Oslo das Klavierkonzert Nr. 1, 1957 in Zürich die 5 Neapolitanischen Lieder, 1959 in Rom/Neapel die Nachtstücke und Arien für Sopran und Orchester, 1962 in London Antipode und 1964 in Kopenhagen Being Beauteous. Außerdem trat Henze bei den ISCM World Music Days 1964 auch als Dirigent und 1983 als Juror auf.
Enttäuscht von zwei Dingen – vom politisch restaurativen Klima in Westdeutschland und von Teilen der Kritik, die unter dem Einfluss der Darmstädter Ferienkurse eine konsequent Serielle Musik forderten (was Henze als Einengung der Kreativität empfand) – übersiedelte er 1953 nach Italien. Zunächst zog er nach Forio auf Ischia, wo er regen Kontakt und Austausch mit der dort ansässigen Intellektuellenkolonie pflegte (u. a. Wystan Hugh Auden, Golo Mann und William Walton). Ab 1956 lebte er in Neapel, später in Rom und Castel Gandolfo, bis er schließlich in Marino in den Albaner Bergen seinen dauerhaften Wohnsitz fand.

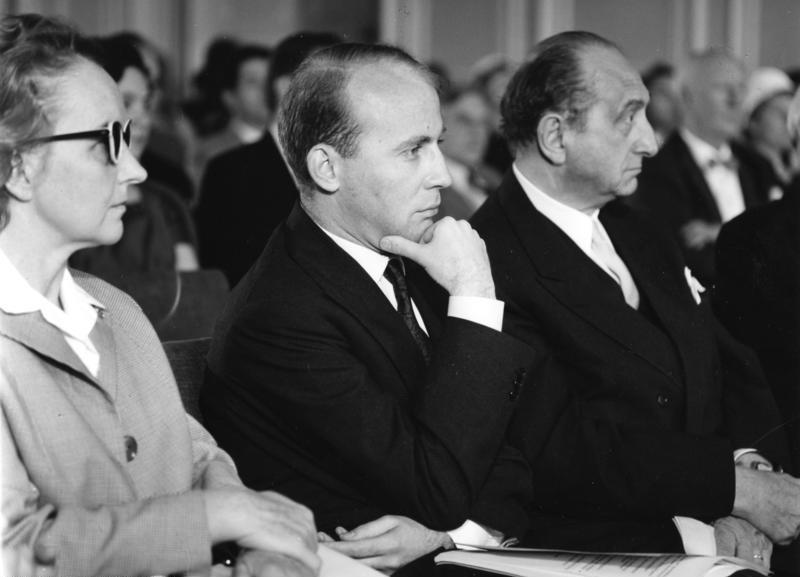
Hans Werner Henze, 1960

Eine enge Freundschaft verband ihn mit der Dichterin Ingeborg Bachmann, mit der er zeitweise zusammen lebte. Bachmann schrieb für ihn die Libretti zu seinen Opern Der Prinz von Homburg (1958; nach Heinrich von Kleist) und Der junge Lord (1964; nach Wilhelm Hauff), Henze die Musik zu ihrem Hörspiel Die Zikaden (1954). Gemeinsam schufen sie die Nachtstücke und Arien (1957) sowie die Lieder von einer Insel (1964).
Im Jahre 1964 traf er den zwanzigjährigen Fausto Moroni, den er später zu seinem Adoptivsohn machen sollte; beide bildeten bis zum Tode Moronis im Jahre 2007 eine Lebensgemeinschaft.
Henze trat der Kommunistischen Partei Italiens (KPI) bei; sein politisches Engagement sorgte in Deutschland für Schlagzeilen, so etwa 1968, als die Uraufführung des Oratoriums Das Floß der Medusa (mit Libretto von Ernst Schnabel) daran scheiterte, dass West-Berliner Mitwirkende nicht unter einem Porträt von Che Guevara und einer roten Fahne auftreten wollten, oder 1969/70, als er demonstrativ in Havanna einen Lehrauftrag übernahm und die Uraufführung seiner 6. Sinfonie dirigierte. In dieser Zeit entstand auch das Rezital El Cimarrón, in dem er gemeinsam mit dem Librettisten Hans Magnus Enzensberger den Lebensbericht eines entlaufenen Sklaven interpretiert. Mit der Oper We Come to the River (Wir erreichen den Fluss) nach Edward Bond erreichte Henzes gesellschaftskritische Kunst 1976 einen weiteren Höhepunkt.
Als erstes Festival zur Verbreitung Neuer Musik gründete Henze 1976 den Cantiere Internazionale d’Arte in Montepulciano, wo 1980 seine Kinderoper Pollicino uraufgeführt wurde. Von 1980 bis 1991 leitete er eine Kompositionsklasse an der Musikhochschule Köln. Er gründete 1981 die Mürztaler Musikwerkstätten, 1984 das Deutschlandsberger Jugendmusikfest und schließlich 1988 die Münchener Biennale, ein „Internationales Festival für neues Musiktheater“, dessen künstlerische Leitung er 1996 an Peter Ruzicka übergab. Seine eigenen Opern orientierten sich unterdessen wieder mehr an traditionellen Formen, so Die englische Katze (1983, Libretto von Edward Bond) und Das verratene Meer (1990, Libretto von Hans-Ulrich Treichel nach dem Roman Gogo no Eiko von Yukio Mishima).

### Nach 1990
Humanes und politisches Bekenntnis prägen auch seine späten Werke. Das so genannte Requiem (1992), bestehend aus neun geistlichen Konzerten für Klavier, Trompete und Kammerorchester, schrieb Henze zum Andenken an den früh verstorbenen Musiker Michael Vyner; die 9. Sinfonie für gemischten Chor und Orchester (1995–1997) mit Versen von Hans-Ulrich Treichel nach dem Roman Das siebte Kreuz von Anna Seghers ist eine Auseinandersetzung mit der deutschen Geschichte. Auf Einladung von Walter Fink war Henze 2000 der zehnte Komponist im jährlichen Komponistenporträt des Rheingau Musik Festival. Unter anderem wurde sein Requiem aufgeführt.
Auch danach wurden neue Bühnenwerke von Henze aufgeführt: bei den Salzburger Festspielen 2003 L’Ùpupa und der Triumph der Sohnesliebe, mit eigenem Libretto des Komponisten, und 2006 die dritte, definitive Fassung von Gogo no Eiko (Das verratene Meer, unter Gerd Albrecht, der den Komponisten zur Weiterarbeit an dem Werk motiviert hatte). Am 6. September 2007 fand die Premiere der Konzertoper Phaedra (Libretto: Christian Lehnert) an der Berliner Staatsoper Unter den Linden statt; es spielte das Ensemble Modern unter Leitung von Michael Boder. Während der Arbeit hatte der Komponist 2005 einen ernsten Schwächeanfall erlitten; kurz nach der Fertigstellung des Werkes verstarb im April 2007 sein Lebensgefährte und Adoptivsohn Fausto Moroni (1944–2007), den er 1964 in einem Antiquitätenladen kennengelernt hatte.
Bis in die 1990er Jahre hat Henze regelmäßig dirigiert, zumeist eigene Werke, und – seltener – auch inszeniert. Dabei hat er u. a. mit seinem jüngsten Bruder, dem Bühnenbildner Jürgen Henze (* 1942) zusammengearbeitet, der auch Szenenbildassistent für Filme von Rainer Werner Fassbinder (Berlin Alexanderplatz) und Andrzej Wajda (Eine Liebe in Deutschland) war.

### Letzte Jahre

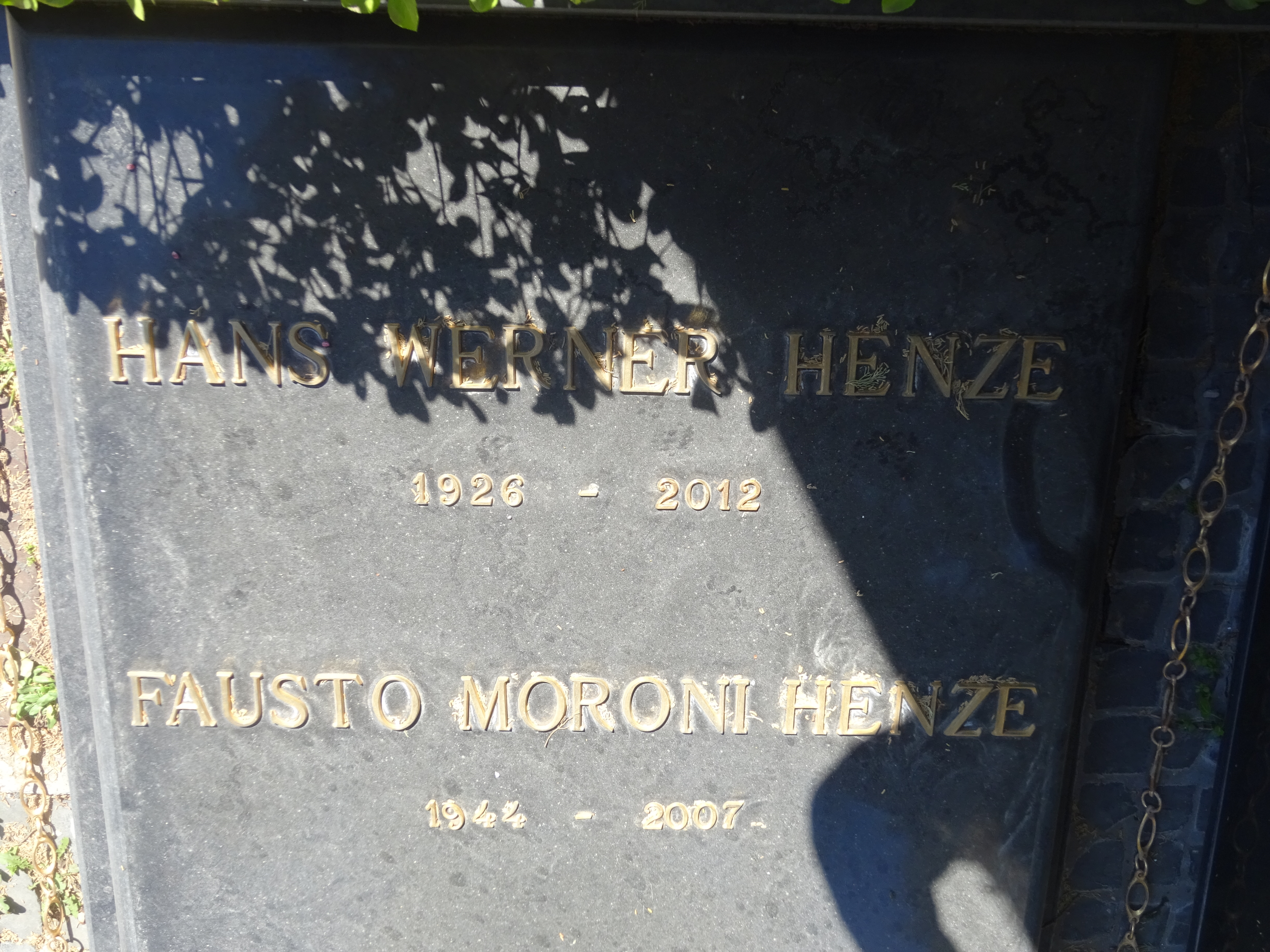
Henzes Grab in Marino

Bereits schwer von Altersschwäche und Krankheit gezeichnet, konnte er dennoch 2006 in der Berliner Philharmonie dem anlässlich seines 80. Geburtstags wiederaufgeführten Oratorium Das Floß der Medusa (dirigiert von Simon Rattle) beiwohnen.
Hans Werner Henze starb am 27. Oktober 2012 im Alter von 86 Jahren in Dresden. Kurz zuvor, am 13. September, hatte an der Semperoper mit seiner Antikriegsoper Wir erreichen den Fluss – We come to the river in Anwesenheit des Komponisten die erste Premiere der Spielzeit 2012/13 stattgefunden. Henzes Wahlheimat war Marino in der Provinz Rom, wo er am 5. November 2012 auch beigesetzt wurde.

## Werk
Henze hat sich stets gegen die Festlegung auf einen bestimmten Stil oder eine bestimmte Technik gewehrt. Entgegen der Strömung der so genannten Darmstädter Schule verzichtete er auf streng serielle Organisation seiner Werke und komponierte eklektizistisch. 1967 sagte er: „Bald werden die Clusters, die seriellen Rezitative und die Happenings sich endgültig erschöpft haben, und der junge Komponist wird sich vergebens in solchem Ödland nach Nahrung für seine hungrige Seele umsehen.“ Ein wichtiges Vorbild für Henze war Igor Strawinsky, der sich nach seiner experimentellen Phase dem Neoklassizismus zuwandte.
Den Schwerpunkt von Henzes Werk bilden die Bühnenkompositionen, die durch das enorme dramaturgische Gespür des Komponisten und die bühnentaugliche Vermischung verschiedener Musikstile und -richtungen zu für gegenwärtige Musikwerke ungewöhnlich großen Publikumserfolgen wurden. Zeitlebens offen für musikalisch-literarische Tradition und Gegenwart, erschloss er sich klassische Vorlagen im Dialog mit zeitgenössischen Autoren: Grete Weil bearbeitete für ihn den Manon-Lescaut-Stoff, den schon die Librettisten von Massenet und Puccini aufgegriffen hatten; gemeinsam mit Ingeborg Bachmann entdeckte er neues Potential in Texten von Heinrich von Kleist (Der Prinz von Homburg) und Wilhelm Hauff. Weitere Arbeitspartner waren für ihn die Schriftsteller W. H. Auden, Hans Magnus Enzensberger, Edward Bond, Hans-Ulrich Treichel und Christian Lehnert. Sein Interesse an „angewandter Kunst“ und Massenmedien führte ihn auch zur Filmmusik; hier arbeitete er u. a. mit den Regisseuren Alain Resnais und Volker Schlöndorff zusammen.
Henze war ein explizit politischer Künstler, der auch die anscheinend abstrakten technischen Aspekte des Komponierens nie als Selbstzweck betrachtet hat, sondern als Möglichkeit, z. B. durch Kontrastbildung Stellung zu beziehen: So ist der reaktionären Gesellschaftsschicht in der Oper Boulevard Solitude konservative Tonalität zugeordnet, während die Außenseiter Manon und Des Grieux durch Zwölftontechnik als fortschrittlich charakterisiert werden; in We Come to the River sind der Welt der Gewalt elektronisch verstärkte Streicher und tiefes Blech in extremer Lautstärke zugeordnet. Vergleichbare Konflikte zeichnen sich in der 9. Sinfonie ab; sie ist „den Helden und Märtyrern des deutschen Antifaschismus gewidmet“.
Henze wandte sich gegen das Elitäre des klassischen Kulturbetriebs, warf aber die Last der bildungsbürgerlichen Tradition nicht als obsolet über Bord, sondern präsentierte Möglichkeiten einer aufgeklärten, oft auch spielerisch-ironischen Auseinandersetzung mit historischen Modellen aus Musik, Literatur und Malerei. Einige wenige Beispiele: In Die englische Katze orientierte sich Henze an Ludwig van Beethovens Diabelli-Variationen; in Das Floß der Medusa auf ein Libretto von Ernst Schnabel nahm er auf das gleichnamige Gemälde von Théodore Géricault Bezug; in Tristan für Klavier, Tonbänder und Orchester werden eine anonyme Florentiner Ballade des 14. Jahrhunderts und Motive von Richard Wagner, Johannes Brahms und Frédéric Chopin verarbeitet; die Ode an den Westwind adaptiert das Gedicht von Percy Bysshe Shelley; die Sologitarrenwerke Royal Winter Music sind musikalische Porträts von Dramenfiguren William Shakespeares in Form zweier Sonaten.

## Kompositionen

### Sinfonien
- 1. Sinfonie (1947) für großes Orchester. UA (2. Satz) 27. Juli 1947 Darmstadt (Dirigent: Hermann Scherchen); (komplett) 26. August 1948 Bad Pyrmont (Dirigent: Wolfgang Fortner)

1. Allegretto con grazia – 2. Notturno – 3. Allegro con moto
- Neufassung für Kammerorchester (1963; revidiert 1991). UA 9. April 1964 / 2. Oktober 1991 Berlin (Berliner Philharmoniker, Dirigent: Hans Werner Henze)
- Fassung für 15 Spieler: Kammerkonzert 05 (2005). UA 6. Juli 2006 München (Opernfestspiele)

- 2. Sinfonie (1949) für großes Orchester. UA 1. Dezember 1949 Stuttgart (Sinfonieorchester des Süddeutschen Rundfunks, Dirigent: Hans Müller-Kray)

1. Lento. Allegro – 2. Allegro molto vivace – 3. Adagio
- 3. Sinfonie (1949/50) für großes Orchester. UA 7. Oktober 1951 Donaueschingen (Musiktage; Südwestfunk-Orchester, Dirigent: Hans Rosbaud)

1. Anrufung Apolls – 2. Dithyrambe – 3. Beschwörungstanz
- Ballett-Fassung Anrufung Apolls, UA 28. Oktober 1951, Wiesbaden, Kostüme: Jean-Pierre Ponelle

- 4. Sinfonie (in einem Satz; 1955) für großes Orchester („Waldsinfonie“: nach der Waldszene aus dem Finale des 2. Akts der Oper König Hirsch). UA 9. Oktober 1963 Berlin (Berliner Philharmoniker, Dirigent: Hans Werner Henze)
- 5. Sinfonie (1962) für großes Orchester. UA 16. Mai 1963 New York (Lincoln Center, Avery Fisher Hall; New Yorker Philharmoniker, Dirigent: Leonard Bernstein)

1. Movimentato – 2. Adagio – 3. Moto perpetuo
- Sinfonia N. 6 (1969; Neufassung 1994) für zwei Orchester. UA 26. November 1969 Havanna, Kuba (Orquesta Sinfónica Nacional, Dirigent: Hans Werner Henze)

1. Allegro con moto – 2. Lento – 3. Allegro vivace
- Neufassung (1994). UA 8. Dezember 1994 München (Münchner Philharmoniker, Dirigent: Ingo Metzmacher)

- Symphonie Nr. 7 (1983/84) für großes Orchester. UA 1. Dezember 1984 Berlin (Berliner Philharmoniker, Dirigent: Gianluigi Gelmetti)

1. Tanz – 2. Ruhig bewegt – 3. Unablässig in Bewegung – 4. Ruhig, verhalten
- Sinfonia N. 8 (1992/93) für großes Orchester. UA 1. Oktober 1993 Boston (Symphony Hall; Boston Symphony Orchestra; Dirigent: Seiji Ozawa)

1. Allegro – 2. Allegramente con comodo tenerezza e ballabilità – 3. Adagio
- Sinfonia N. 9 (1995–1997): siehe unter Vokalwerke für Chor und Ensemble / Orchester
- Sinfonia N. 10 (1997–2000) für großes Orchester. UA (1. Satz; unter dem Titel A Tempest. Rounds for Orchestra) 30. März 2000 Birmingham (City of Birmingham Symphony Orchestra, Dirigent: Simon Rattle). UA (komplett) 17. August 2002 Luzern (City of Birmingham Symphony Orchestra, Dirigent: Simon Rattle)

1. Ein Sturm – 2. Ein Hymnus – 3. Ein Tanz – 4. Ein Traum

### Konzertante Werke
mit solistischem Tasteninstrument
Klavier
- Concertino (1947) für Klavier und Blasorchester mit Schlagzeug. UA 5. Oktober 1947 Baden-Baden (Carl Seemann [Klavier]; Südwestfunk-Orchester, Dirigent: Werner Egk)
- 1. Konzert für Klavier und Orchester (1950). UA 14. September 1952 Düsseldorf (Noel Mewton-Wood [Klavier]; Städtisches Orchester, Dirigent: Hans Werner Henze)

1. Entrée – 2. Pas de deux – 3. Coda
- Concerto per il Marigny für Klavier, Klarinette, Bassklarinette, Horn, Trompete, Posaune, Viola und Violoncello (1956; aufgegangen im Requiem [1990–1992]). UA 1956(?) Paris (Théâtre Marigny; Yvonne Loriod [Klavier]; Ensemble du Domaine Musical, Dirigent: Rudolf Albert)
- Jeux de Tritons (1956/57; erweitert 1967; Parergon zum Ballett Undine [1956/57]). Divertissement für Klavier und Orchester. UA 28. März 1960 Zürich (Alexander Kaul [Klavier]; Radio-Orchester Zürich, Dirigent: Jean-Marie Auberson). UA (erweiterte Fassung): 1. April 1967 Berlin (Christoph Eschenbach [Klavier]; Berliner Philharmoniker, Dirigent: Hans Zender)
- 2. Konzert für Klavier und Orchester (in einem Satz; 1967). UA 29. September 1968 Bielefeld (Christoph Eschenbach [Klavier]; Philharmonisches Orchester Bielefeld, Dirigent: Bernhard Conz)
- Tristan (1973; revidiert 1991). Préludes für Klavier, Tonbänder und Orchester. UA 20. Oktober 1974 London (Homero Francesch [Klavier]; London Symphony Orchestra, Dirigent: Colin Davis)

1. Prolog – 2. Lamento – 3. Präludium und Variationen – 4. Tristans Wahnsinn – 5. Adagio, Burla I, Burla II, Ricercare I, Burla III, Ricercare II – 6. Epilog
- Präludien zu Tristan (2003): siehe unter Kammermusik – Soli für Tasteninstrument

mit solistischem Streichinstrument
Violine
- Konzertmusik für Violine und kleines Kammerorchester (1943/44). Ursendung 4. Februar 2021 BR-Klassik (Michaela Girardi [Violine], ensemble risonanze erranti, Dirigent: Peter Tilling)
- 1. Konzert für Violine und Orchester (1947). UA 12. Dezember 1948 Baden-Baden (Heinz Stanske [Violine]; Südwestfunk-Orchester, Dirigent: Ernest Bour)

1. Allegro molto – 2. Vivacissimo – 3. Andante con moto – 4. Allegro molto vivace
- 2. Violinkonzert (1971): siehe unter Vokalwerke für Solostimme(n) und Ensemble / Orchester
- Il Vitalino raddoppiato (1977; nach Motiven von Tomaso Antonio Vitali). Ciacona per violino concertante ed orchestra da camera (Chaconne für Violine und Kammerorchester). UA 2. August 1978 Salzburg (Festspiele; Gidon Kremer [Violine]; ORF-Symphonieorchester, Dirigent: Leif Segerstam)
  - Der verdoppelte Vitalin (1978/2003) für Klavier und Violine: siehe unter Kammermusik – Duos für Streich- und Tasteninstrument
- 3. Violinkonzert (1996; revidiert 2002). Drei Porträts aus dem Roman Doktor Faustus von Thomas Mann. UA 12. September 1997 Berlin (Konzerthaus, Großer Saal; Michael Erxleben [Violine]; Berliner Sinfonie-Orchester, Dirigent: Michael Schønwandt (* 1953))

1. Esmeralda – 2. Echo – 3. Rudi S.
Viola
- Compases para preguntas ensimismadas (Zeitmaße für nach innen gerichtete Fragen; 1969/70). Musik für Viola und 22 Spieler. UA 11. Februar 1971 Basel (Hirofumi Fukai; Basler Kammerorchester, Dirigent: Paul Sacher)

Violoncello
- Ode an den Westwind (1953) für Violoncello und Orchester (nach dem Gedicht von Percy Bysshe Shelley). UA 30. April 1954 Bielefeld (Ludwig Hoelscher [Violoncello]; Städtisches Orchester Bielefeld, Dirigent: Bernhard Conz)

1. Calmo – 2. Vivo – 3. Tranquillo – 4. Al tempo di una marcia solenne, ma non lento – 5. Grave
- Musik für Violoncello und Ensemble / Orchester (1977–1992):
  - Konzertstück (1977) für Violoncello und kleines Ensemble (1977; revidiert 1985)
  - Sieben Liebeslieder (1984/85) für Violoncello und Orchester. UA 12. Dezember 1986 Köln (Westdeutscher Rundfunk; Heinrich Schiff [Violoncello]; Sinfonieorchester des WDR, Dirigent: David Shallon [1950–2000])
    - Revidierte Fassung (1992): 6 Englische Liebeslieder (Canzoni d’Amore Inglese; ohne die ursprüngliche Nr. 5, die in Introduktion, Thema und Variationen [1992] aufgegangen ist):

1. Ruhig verhalten – 2. § = 72 – 3. Bewegt, heftig, stürmisch – 4. Ernst, getragen – 5. Tango – 6. Sonett
  - Introduktion, Thema und Variationen (1992) für Violoncello, Harfe und Streichorchester (entstanden aus dem Konzertstück [1977] für Violoncello und kleines Ensemble und der ursprünglichen Nr. 5 der Liebeslieder für Violoncello und Orchester). UA 25. August 1994 Salzburg (Festspiele; Christoph Richter [Violoncello]; Camerata Academica Salzburg, Dirigent: Sándor Végh)

Kontrabass
- Concerto per contrabbasso ed orchestra (1966). UA 2. November 1967 Chicago (Gary Karr [Kontrabass]; Chicago Symphony Orchestra, Dirigent: Jean Martinon)

1. Moderato cantabile – 2. Vivace – 3. Ciaccona
mit solistischem Blasinstrument
Oboe
- Oboenkonzert (1945; verschollen)

Klarinette
- Le Miracle de la Rose. Imaginäres Theater II (1981) für Klarinette und 13 Spieler. UA 26. Mai 1982 London (Anthony Pay [Klarinette]; London Sinfonietta, Dirigent: Hans Werner Henze)

1. Entrée – 2. Plainte – 3. Rigaudon – 4. Proménade – 5. Loure – 6. Chansons provencales
mit solistischem Zupfinstrument
- Ode an eine Äolsharfe (1985/86). Musik für konzertierende Gitarre und 15 Soloinstrumente (nach Gedichten von Eduard Mörike). UA 27. August 1986 Luzern (David Tanenbaum [Gitarre]; Ensemble Modern, Dirigent: Bernhard Klee (* 1936))

1. An eine Äolsharfe – 2. Frage und Antwort – 3. An Philomene – 4. An Hermann
mit 2 Soloinstrumenten
- Kammerkonzert (1946) für Klavier, Flöte und Streicher. UA 27. September 1946 Darmstadt (Kurt Redel [Flöte], Carl Seemann [Klavier]; Orchester des Landestheaters Darmstadt, Dirigent: Fritz Straub)

1. Lebhafte Halbe – 2. Rezitativ und Arie – 3. Sehr lebhaft
- Doppio Concerto (1966) für Oboe, Harfe und Streicher. UA 2. Dezember 1966 Zürich (Heinz Holliger [Oboe], Ursula Holliger [Harfe]; Collegium Musicum Zürich, Dirigent: Paul Sacher)
- Requiem (1990–1992). 9 geistliche Konzerte für Klavier solo, konzertierende Trompete und großes Kammerorchester. UA (5, 8 & 9 [als 3 geistliche Konzerte]) 26. November 1992 Tokio (Suntory Hall; Håkan Hardenberger [Trompete], NHK-Sinfonieorchester, Dirigent: Oliver Knussen). UA (komplett) 24. Februar 1993 Köln (Philharmonie; Ueli Wiget (* 1957) [Klavier], Håkan Hardenberger [Trompete]; Ensemble Modern, Dirigent: Ingo Metzmacher)

1. Introitus – 2. Dies irae – 3. Ave verum corpus – 4. Lux aeterna – 5. Rex tremendae – 6. Agnus dei – 7. Tuba mirum – 8. Lacrimosa – 9. Sanctus
(1.–4. für Klavier und Orchester; 5. für Trompete und Orchester; 6. für Klavier und Streicher; 7. für Klavier und Orchester; 8.–9. für Trompete und Orchester)
- 3 geistliche Konzerte (1994–1996) für Trompete und Orgel / Trompete und Klavier: siehe unter Kammermusik – Duos für Blas- und Tasteninstrument

### Andere Ensemble-/ Orchesterwerke
- Sinfonische Variationen (1950) für Kammerorchester
- Sinfonische Zwischenspiele (1951) aus dem lyrischen Drama Boulevard Solitude. UA 7. Juni 1952 Aachen (Niederrheinisches Musikfest)
- Tancredi (1952). Suite aus dem Ballett. UA 15. Januar 1953 Hamburg (Orchester des NWDR, Dirigent: Jean Martinon)
- Quattro Poemi (1955) für Orchester. UA 31. Mai 1955 Frankfurt am Main (Hessischer Rundfunk; Sinfonie-Orchester des HR, Dirigent: Leopold Stokowski)

1. Elogio – 2. Ecloga – 3. Elegia – 4. Ditirambo
- Sinfonische Etüden (1956) für großes Orchester. UA 14. Februar 1956 Hamburg (Orchester des NWDR, Dirigent: Jean Martinon)
  - Neufassung (1964): Drei sinfonische Etüden. UA 1964 London (Maida Vale Studios; BBC Symphony Orchestra, Dirigent: Hans Werner Henze)

1. Echos – 2. Stimmen – 3. Rufe
- Finale: Vivace assai für Orchester (1956; Beitrag zu: Divertimento für Mozart. 12 Aspekte der Arie „Ein Mädchen oder Weibchen wünscht Papageno sich“; Gemeinschaftsarbeit mit Gottfried von Einem, Luciano Berio, Heimo Erbse, Peter Racine Fricker, Niels Viggo Bentzon, Roman Haubenstock-Ramati, Giselher Klebe, Gerhard Wimberger, Maurice le Roux, Jacques Wildberger, Maurice Jarre). UA 21. Oktober 1956 Donaueschingen (Musiktage)
- Parerga zum Ballett Maratona (1956):
  - Maratona (1956). Ballettsuite für zwei Jazzbands und Orchester. UA 8. Februar 1957 Köln (Westdeutscher Rundfunk; Sinfonieorchester des WDR, Dirigent: Hans Rosbaud)
  - Scorribanda Sinfonica (sopra la tomba di una Maratona) (Sinfonischer Raubzug, 2000/01; mit Motiven aus Maratona) für Orchester. UA 29. Juni 2001 Hamburg (NDR Sinfonieorchester, Dirigent: Peter Ruzicka)
    - Scorribanda Pianistica (2003) für Klavier: siehe unter Kammermusik – Soli für Tasteninstrument
- Parerga zum Ballett Undine (1956/57):
  - Jeux de Tritons (1956/57; erweitert 1967). Divertissement für Klavier und Orchester: siehe unter Konzertante Werke mit solistischem Tasteninstrument
  - Hochzeitsmusik (1957) für symphonisches Bläserensemble
  - Trois Pas de Tritons (1958) für Orchester. UA 10. Januar 1959 Rom (Orchestra Sinfonica di Roma della RAI, Dirigent: Sergiu Celibidache)

1. Allegro assai – 2. § = 60 – 3. § = 138
- Undine. Erste Suite (1958) für Orchester. UA 1959 Stuttgart (Tage zeitgenössischer Musik; Sinfonieorchester des Süddeutschen Rundfunks, Dirigent: Hans Müller-Kray)

1. Pas de deux – 2. Pas de Tritons – 3. Pas de Matelots – 4. Pas d’action – 5. Pas de deux
- Undine. Zweite Suite (in einem Satz; 1958) für Orchester. UA 3. März 1958 Mannheim (Orchester des Nationaltheaters, Dirigent: Herbert Albert)

- Sonata per archi (für Streichorchester; 1957/58). UA 21. März 1958 Zürich (Collegium Musicum Zürich, Dirigent: Paul Sacher)

1. Allegro – 2. 32 Variationen
- Drei Dithyramben für Kammerorchester (1958; in memoriam Willy Strecker [1884–1958]). UA 27. November 1958 Köln (Sinfonieorchester des WDR, Dirigent: Hans Rosbaud)

1. Sonata – 2. Invenzione – 3. Introduzione
- Antifone (1959/60) für 11 Solostreicher, Bläser und Schlagzeug. UA 20. Januar 1962 Berlin (Berliner Philharmoniker, Dirigent: Herbert von Karajan)
- Los Caprichos (1963). Fantasia für Orchester (nach Francisco de Goya). UA 6. April 1967 Duisburg (Sinfonieorchester des WDR, Dirigent: Christoph von Dohnányi)

1. Nadie se conosce (Keiner kennt sich selbst) – 2. Tal para qual (Gleich und gleich gesellt sich gern) – 3. El sueño de la razón produce monstruos (Der Schlaf der Vernunft gebiert Ungeheuer) – 4. Quién más rendido? (Wer ist mehr ergeben?) – 5. El sí pronuncian y la mano alargan al primero quel llega (Sie sagt ja und reicht ihre Hand dem ersten, der kommt) – 6. De qué mal morirá? (An welcher Krankheit wird er sterben?) – 7. Aquellos pulvos… (Jener Staub…) – 8. No hubo remedio (Es gab keinen Ausweg) – 9. Linda maestra! (Schöne Herrin!)
- Zwischenspiele (1964) aus der Oper Der junge Lord für Orchester. UA 12. Oktober 1965 Berlin (Berliner Philharmoniker, Dirigent: Hans Werner Henze)

1. Allegro – 2. Con spirito – 3. Largo – 4. Vivace
- Parerga zur Oper Die Bassariden (1964/65):
  - Mänadentanz (1965) für großes Orchester. UA 23. April 1971 Bielefeld (Philharmonisches Orchester der Stadt Bielefeld, Dirigent: Bernhard Conz)
  - Adagio, Fuge und Mänadentanz (2004) für großes Orchester. UA 4. September 2005 Hamburg (NDR Sinfonieorchester, Dirigent: Leitung: Christoph von Dohnányi)
- In memoriam: Die Weiße Rose (1965). Doppelfuge für 12 Instrumente. UA 16. März 1965 Bologna (Teatro Comunale; Rassegna della Resistenza Europea; Mitglieder des Orchestra Comunale di Bologna, Dirigent: Bruno Maderna)
- Fantasia für Streicher (1966) aus der Musik zum Film Der junge Törless von Volker Schlöndorff. UA 1. April 1967 Berlin (Berliner Philharmoniker, Dirigent: Hans Zender)

1. Adagio – 2. Tempo eines Trauermarsches – 3. Espressivo – 4. Allegro – 5. Air – 6. Vivace – 7. Epilog
- Neubearbeitung (1984/85): Kleine Elegien für alte Instrumente. UA 13. Dezember 1986 Köln (Westdeutscher Rundfunk; Taverner Players, Dirigent: Andrew Parrott)

- Heliogabalus Imperator (1971/72; revidiert 1986). Allegoria per musica (für großes Orchester). UA 16. November 1972 Chicago (Chicago Symphony Orchestra, Dirigent: Georg Solti). UA (revidierte Fassung) 28. Juni 1989 Rom (Villa Massimo; Orchestra Sinfonica di Roma della RAI, Dirigent: Eberhard Kloke)
- Katharina Blum (1975). Konzertsuite für kleines Orchester (nach der Musik zum Film Die verlorene Ehre der Katharina Blum). UA 6. Mai 1976 Brighton Festival (Brighton Festival Players, Dirigent: Hans Werner Henze)

1. Der vergiftete Strom – 2. Die Liebenden – 3. Klage – 4. Erinnerungen – 5. Große Fuge (Stoßzeit) – 6. Angst – 7. Der vergiftete Strom
- Ragtimes & Habaneras (1975). Sinfonia für Blechbläser. UA 13. September 1975 London (Royal Albert Hall)
- Aria de la folia española. Fassung für Kammerorchester (1977). UA 17. September 1977 St. Paul (Minnesota) (St. Paul Chamber Orchestra, Dirigent: Dennis Russell Davies)
  - Fassung für Orchester (1977). UA 23. April 1979 Bournemouth (Bournemouth Symphony Orchestra, Dirigent: Hans Werner Henze)
  - Bearbeitung von Roderick Watkins (* 1964) für 4 Saxophone, Klavier vierhändig und Schlagzeug (1999)
- Barcarola für großes Orchester (1979; in memoriam Paul Dessau). UA 22. April 1980 Zürich (Tonhalle-Orchester, Dirigent: Gerd Albrecht)
- Parerga zum Tanzdrama Orpheus:
  - Apollo trionfante (1979). Musik für Bläser, Tasteninstrumente, Schlagzeug und Kontrabass. UA 1. September 1980 Gelsenkirchen (Städtisches Orchester, Dirigent: Uwe Mund)
  - Arien des Orpheus (1979) für Gitarre, Harfe, Cembalo und Streicher. UA 16. November 1980 Gelsenkirchen (Städtisches Orchester, Dirigent: Uwe Mund)

1. Orpheus’ erste Arie – 2. Klagelied. Orpheus’ zweite Arie – 3. Danza generale – 4. Orpheus’ dritte Arie
- Fassung für große Streicherbesetzung (1981). UA 25. November 1981 Chicago (Chicago Symphony Orchestra, Dirigent: Hans Werner Henze)

- Dramatische Szenen aus Orpheus (1979) für großes Orchester:

- Suite I: UA 12. September 1982 Frankfurt (Frankfurter Museumsorchester, Dirigent: Michael Gielen)
- Suite II: UA 6. Januar 1981 Zürich (Tonhalle-Orchester, Dirigent: Hans Werner Henze)

1. Klage – 2. Gesang – 3. Rückkehr des Orpheus mit Eurydike; Eurydikes Tod – 4. Orpheus’ Wahn – 5. Apotheose
- Spielmusiken aus dem Märchen für Musik Pollicino (1979/80) für Laienorchester in verschiedener Besetzung
- 2 Deutschlandsberger Mohrentänze (1984/85) für 4 Blockflöten, Gitarre, Schlagzeug, Streichquartett und Streichorchester. UA 14. Oktober 1984 / 19. Oktober 1985 Deutschlandsberg, Steiermark (Orchester der Städtischen Musikschule, Dirigent: Hans Werner Henze)
- Fandango (1985; revidiert 1992) sopra un basso del Padre Soler. UA 5. Februar 1986 Paris (Orchestre de Paris, Dirigent: Daniel Barenboim). UA (revidierte Fassung): 30. November 1995 Prag (Tschechische Philharmonie, Dirigent: Gerd Albrecht)
- Cinque piccoli concerti e ritornelli (1987) für Orchester. UA 24. Januar 1988 London (London Sinfonietta, Dirigent: Simon Rattle)

1. Per due Corni – 2. Per la Tromba – 3. Per il Trombone – 4. Per l’Heckelphon, il Clarinetto contrabbasso ed il Contrabbasso – 5. Per il Violino
- Tanz- und Salonmusik aus dem Mimodrama Der Idiot (1952/1989). UA 5. Juni 1989 Bristol (Bath Festival; Ensemble Modern, Dirigent: Ingo Metzmacher)
- La selva incantata (Der verwunschene Wald; 1953/1991; Parergon zur Oper König Hirsch). Aria und Rondo für Orchester. UA 6. April 1991 Frankfurt am Main (Neueröffnung der Oper Frankfurt; Frankfurter Museumsorchester, Dirigent: Hans Drewanz)
- Appassionatamente (1993/94). Fantasie über Das verratene Meer für großes Orchester. UA 25. März 1995 Wien (Musikverein, Großer Saal; Wiener Philharmoniker, Dirigent: Christoph von Dohnányi)
  - Appassionatamente plus (2003) für großes Orchester. UA 19. Dezember 2003 Amsterdam (Concertgebouw; Concertgebouw-Orchester, Dirigent: Gerd Albrecht)
- Seconda sonata per archi (1995). UA 7. November 1996 Leipzig (Gewandhausorchester Leipzig, Dirigent: Kurt Masur)

1. Andante, molto sostenuto – 2. Allegretto, leggero – 3. Adagio
- Voie lactée ô soeur lumineuse (1994). Abendmusik für einen alten Freund. Toccata für 19 Instrumentalisten. UA 7. Mai 1996 Basel (Ensemble der IGNM Basel, Dirigent: Jürg Henneberger)
- Notturno. Eine Serenade (1995; für Klaus Rainer Schöll) für Blasinstrumente, Kontrabass und Klavier. UA 22. September 2001 Koblenz (Musiktage; Bläsersolisten der Deutschen Kammerphilharmonie Bremen, Matthias Beltinger [Kontrabass], Peter Caelen [Klavier])
- Pulcinellas Erzählungen (1996) aus dem Ballett Le disperazioni del Signor Pulcinella für Kammerorchester
- Parerga zum Ballett Le fils de l’air (Der Sohn der Luft; 1995/96):
  - Leçons de danse (1995/96) für 2 Klaviere (oder Klavier und Harfe) und Schlagzeug: siehe unter Kammermusik – Trios für gemischte Besetzung
  - Erlkönig (1996). Orchesterfantasie über Goethes Gedicht und Schuberts Opus 1. UA 31. Januar 1997 Paris (Orchestre Philharmonique de Radio France, Dirigent: Marek Janowski)
  - Zigeunerweisen und Sarabanden (1996–1998) für Orchester. UA 16. Januar 1998 Köln (Philharmonie; WDR Sinfonieorchester Köln, Dirigent: Markus Stenz)

1. Ballade – 2. Grande Sarabande Bohémienne – 3. Abschied
- Sieben Boleros (1998) für großes Orchester. UA 2. Februar 2000 Las Palmas (Festival de Musica de Canarias; Yomiuri-Nippon-Sinfonieorchester, Dirigent: Gerd Albrecht)

1. La irascible – 2. La alabanza – 3. La expectación – 4. El pavo real – 5. La soberbia – 6. Dolor – 7. El gran paso de la Reina Arábica
- Fraternité (1999). Air pour l’orchestre. UA 11. November 1999 New York (Avery Fisher Hall; New Yorker Philharmoniker, Dirigent: Kurt Masur)
- Parerga zur Oper L’Upupa und der Triumph der Sohnesliebe (2000–2003):
  - L’heure bleue. Sérénade (Die blaue Stunde; 2001) für Kammerorchester (16 Spieler). UA 13. September 2001 Frankfurt am Main (Alte Oper; Ensemble Modern, Dirigent: Oliver Knussen)
  - Fünf Botschaften für die Königin von Saba (2004) für großes Orchester. UA 3. Februar 2005 Paris (Orchestre National de France, Dirigent: Kurt Masur)
- Triplo concerto barocco (2003) für Kammerorchester (frei nach der Novelle Concierto Barocco von Alejo Carpentier, dem Film Montezuma von José Montes-Baquer und der Oper Motezuma von Antonio Vivaldi). UA 9. August 2004 Berlin (Konzerthaus; Joven Orquesta Sinfónica del Principado de Asturias, Dirigent: Arturo Tamayo)

1. [auskomponiertes Stimmen der Instrumente] – 2. Allegro vivace – 3. Tarantella
- Sebastian im Traum (2004) für großes Orchester (nach dem gleichnamigen Gedicht von Georg Trakl). UA 22. Dezember 2005 Amsterdam (Concertgebouw-Orchester, Dirigent: Mariss Jansons)
- Ouvertüre zu einem Theater (2012) für großes Orchester (zum 100-jährigen Bestehen der Deutschen Oper). UA 20. Oktober 2012 Berlin (Orchester der Deutschen Oper, Dirigent: Donald Runnicles)

Besetzung: 3(+Picc+AFl).3(+EH).3(+BKlar).3(+KFg) – 4.4.3.1 – Pk.Sz(3) – Harfe – Klavier – Streicher
Bearbeitungen
- Telemanniana (in einem Satz; 1967; nach dem Pariser Quartett e-moll [1736] für Flöte, Violine, Violoncello und Basso continuo von Georg Philipp Telemann) für großes Orchester. UA 4. April 1967 Berlin (Berliner Philharmoniker; Dirigent: Gerd Albrecht)
- I sentimenti di Carl Philipp Emanuel Bach (1982). Trascrizione per flauto, arpa e archi dalla Clavier-Fantasie [1787] con accompagnamente di un violino. UA 14. April 1982 Rom (Teatro Olimpico; Mario Ancilotti [Flöte], Claudia Antonelli [Harfe]; Accademia Filarmonica Romana, Gruppo strumentale Musica d’Oggi, Dirigent: Angelo Faja)
- Die Abenteuer des Don Chisciotte (1990). Suite aus der gleichnamigen Oper nach Giovanni Paisiello und Giovanni Battista Lorenzi. Fassung für symphonisches Blasorchester: Norbert Studnitzky. UA 14. Oktober 1990 Deutschlandsberg (Musikverein Stadtkapelle, Dirigent: Franz Maurer)

1. Morgenritt (Sinfonia) – 2. Der tragische Held – 3. Kampf mit den Schafhirten – 4. Sancho Pansas Gastmahl – 5. Dulcinea – 6. Ritornell – 7. Kampf mit den Windmühlenflügeln
- Drei Mozartsche Orgelsonaten (Kirchensonaten C-Dur KV 336c, Es-Dur KV 67 und C-Dur KV 328). Bearbeitung für 14 Spieler (1991). UA 19. September 1991 Frankfurt am Main (Alte Oper, Mozartsaal; Scharoun Ensemble Berlin, Dirigent: Oliver Knussen)
- Drei Orchesterstücke (1995) auf eine Klaviermusik von Karl Amadeus Hartmann (Sonate 27. April 1945). UA 5. Juli 1996 München (Symphonieorchester des Bayerischen Rundfunks, Dirigent: Lorin Maazel)

1. Pietà – 2. Trauermarsch – 3. Reveille

### Kammermusik
Soli
für Tasteninstrument
- Sechs Sonaten (1945; verschollen)
- Drei Klavierstücke (1946; verschollen)
- Klaviersonate (1947; für Wladimir Horbowski; verschollen)
- Sonatine (1947) für Klavier
- Sechs Klavierstücke (1947)
- Variationen (1948) für Klavier. UA 17. Juni 1949 Frankfurt am Main (Hessischer Rundfunk; Alexander Kaul)
- Fünf Klavierstücke G-Dur (1950; verschollen)
- Klaviersonate (1951; für Brigitte Bermann-Fischer [1905–1991])
- Sonata per il pianoforte (1959). UA 26. September 1959 Berlin (Klaus Billing)

1. Molto movimentato – 2. Cantabile, con tenerezza – 3. Vivace
- Six Absences pour le Clavecin (für Cembalo; 1961). UA 7. November 1963 Mainz (Funkhaus am Deutschhausplatz; Kurt-Heinz Stolze)

1. Molto mesto e lento – 2. Andante cantabile – 3. Pesante, molto mosso – 4. Andantino – 5. Lento – 6. Allegramente – Agrèment de la Sixième Absence
- Lucy Escott Variations (1963) für Cembalo (über die Arie Come a me sereno aus La sonnambula [1831] von Vincenzo Bellini). UA 21. März 1965 Berlin (Klaus Billing)
  - Fassung für Klavier von Klaus Billing. UA 21. März 1965 Berlin (Klaus Billing)
- Euridice (1978, revidiert 1981 und 1992). Framenti per il clavicembalo dal balletto L’Orfeo. UA 2. Oktober 1986 New York (Merkin Concert Hall; Judith Norell [Cembalo])

Con calma e grazia – Sarabanda – Gran lamento – Colori splendenti
- Toccata senza Fuga (1979) aus Orpheus für Orgel. UA 21. Mai 1979 Stuttgart (Anton Zapf)
- Sechs Stücke für junge Pianisten (1980; Parergon zum Märchen für Musik Pollicino [1979]). UA 13. Oktober 1982 Stuttgart (András Hamary (* 1950))

1. Ballade – 2. Allegro con grazia – 3. Der Menschenfresser. Allegro barbaro – 4. Menschenfressers Traum. Moderato cantabile – 5. Allegro mostruoso – 6. Margaretenwalzer
- Cherubino (1980/81). 3 Miniaturen für Klavier. UA 23. August 1981 Berlin (Deutsche Oper; Homero Francesch)
- Une petite phrase (1984) aus dem Film Un amour de Swann. Bearbeitung für Klavier
- La mano sinistra. Piece for Leon (1987; für Leon Fleisher; über Motive aus Das verratene Meer) für Klavier (linke Hand)
- Piece for Peter (1988; für Peter Serkin) für Klavier
- Clavierstück (1989)
- Das Haus Ibach (1991) für Klavier
- Pulcinella disperato. Fantasia (1991/92) für Klavier. Szenen aus der Ballettkomödie Le disperazioni di Pulcinella. UA 8. Mai 1994 München (4. Münchener Biennale; Moritz Eggert)
- Für Reinhold (1994) für Klavier
- Toccata mistica (1994) für Klavier. UA 13. November 1994 Köln (Philharmonie; Homero Francesch)
- Olly on the Shore (2001; für Oliver Knussen) für Klavier
- Präludien zu Tristan (2003) für Klavier. UA 6. August 2003 Salzburg (Mozarteum; Siegfried Mauser)
- Scorribanda Pianistica (2003). Fassung für Klavier von Martin Zehn

für Streichinstrument
- Serenade (1949) für Violoncello (aus der verschollenen Musik zu Viel Lärm um nichts von William Shakespeare – vgl. unter Schauspielmusik). UA 1950 (Landessender Beromünster; Albert Loerkens)
  - Bearbeitung für Kontrabass von Lucas Drew
  - Bearbeitung für Viola (2003) von Garth Knox

1. Adagio rubato – 2. Un poco allegretto – 3. Pastorale – 4. Andante con moto, rubato – 5. Vivace – 6. Tango – 7. Allegro marziale – 8. Allegretto – 9. Menuett
- Capriccio (1976) für Violoncello (Beitrag zu: 12 Hommages à Paul Sacher pour violoncelle; Gemeinschaftsarbeit mit Conrad Beck, Wolfgang Fortner, Witold Lutosławski, Benjamin Britten, Henri Dutilleux, Alberto Ginastera, Klaus Huber, Pierre Boulez, Luciano Berio, Cristóbal Halffter und Heinz Holliger)
  - Revidierte Fassung (1981). UA 24. September 1983 Linz (Brucknerfest; Heinrich Schiff)
- Sonata (1976/77; revidiert 1992) für Violine. UA 10. August 1977 Montepulciano (2° Cantiere Internazionale d’Arte; Jenny Abel)

1.  Tirsi – 2. Mopso – 3. Aristeo
- S. Biagio 9 Agosto ore 12.07 (1977). Ricordo per un contrabbasso solo
- Ländler (1977) für Violine
- Étude philharmonique (1979) für Violine
- Epitaph für Violoncello (1979; auf den Tod von Paul Dessau)
- Serenade für Violine (1986). UA 1. Juni 1986 Bad Godesberg (Adelina Oprean)
- Für Manfred (1989) für Violine solo (zur Trauerfeier von Manfred Gräter [1928–1989])
- An Brenton (1993). Lied für Viola (für Brenton Langbein)

für Blasinstrument
- Sonatina (1974) für Trompete

1. Toccata – 2. Canzona – 3. Segnali
- Fassung für Posaune von Martin Harvey

für Zupfinstrument
- Drei Tentos für Gitarre aus Kammermusik 1958. Bearbeitung: Julian Bream

1. Tranquillamente – 2. Allegro rubato – 3. Leggero e scorrevole
- Memorias de El Cimarrón (1970) für Gitarre. Freie Bearbeitung von Leo Brouwer
- Royal Winter Music (I/II) für Gitarre:
  - Erste Sonate über Gestalten von Shakespeare (1975). UA 20. September 1976 Berlin (Festwochen; Julian Bream)

Gloucester – Romeo and Juliet – Ariel – Ophelia – Touchstone, Audrey and William – Oberon
- Zweite Sonate über Gestalten von Shakespeare (1979). UA 25. November 1980 Brüssel (Goethe-Institut / Belgischer Rundfunk; Reinbert Evers)

Sir Andrew Aguecheek – Bottom’s Dream – Mad Lady Macbeth
- Drei Märchenbilder (1980) für Gitarre (Parergon zum Märchen für Musik Pollicino [1979]). UA 2. August 1980 Montepulciano (Reinbert Evers)
  - Bearbeitung für 2 Gitarren (1997) von Jürgen Ruck: siehe unter Duos für Zupfinstrumente
- Minette (1992). Fünf Melodien für Zither (Parergon zur Oper Die englische Katze [1980–1983; revidiert 1990])

1. Con comodo e con grazia – 2. Aria – 3. Andante cantabile – 4. Allegretto melancolico – 5. Chanson d’Adieu, Moderato assai, Lamento
für Schlaginstrument(e)
- Five Scenes from the Snow Country (1978) für Marimbaphon. UA 12. Oktober 1982 Stuttgart (Süddeutscher Rundfunk; Peter Sadlo)

1. Misteriously, tempo of a funeral march – 2. Very fast – 3. Very slowly, extremly quiet, whispering – 4. Allegretto (with grace, no rush) – 5. Andante cantabile
Duos
für Streich- und Tasteninstrument
- Sonate (1946) für Violine und Klavier

1. Prélude – 2. Nocturne – 3. Intermezzo – 4. Finale
- Sonata per Viola e Pianoforte (in einem Satz; 1979). UA 20. April 1980 Witten (Wittener Tage für neue Kammermusik; Garth Knox [Viola], Jan Latham-Koenig [Klavier])
- Sonatina (1979) für Violine und Klavier (Parergon zum Märchen für Musik Pollicino [1979]). UA 2. Dezember 1980 London (Queen Elizabeth Hall; Jenny Abel [Violine], Roberto Szidon [Klavier])

1. Allegretto – 2. Moderato assai – 3. Passacaglia
- Fünf Nachtstücke (1990) für Violine und Klavier. UA 16. Mai 1990 London (Royal Academy of Music; Peter Sheppard [Violine], Aaron Shorr [Klavier])

1. Elegie – 2. Capriccio – 3. Erstes Hirtenlied – 4. Zweites Hirtenlied – 5. Ode
- Der verdoppelte Vitalin (1978/2003). Variationen für Klavier und Violine (über Motive von Tomaso Antonio Vitali). UA 16. August 2003 Salzburg (Mozarteum; Benjamin Schmid [Violine], Ariane Haering [Klavier])
- Englische Balladen und Sonette (2003) für Klavier und Violoncello. UA 16. August 2003 Salzburg (Mozarteum; Lucas Fels [Violoncello], Siegfried Mauser [Klavier])

1. Ruhig, verhalten – 2. Viertel = 72 – 3. Bewegt, heftig, stürmisch – 4. Ernst, getragen – 5. Tango – 6. Sonett
für Blas- und Tasteninstrument
- Sonatine (1947) für Flöte und Klavier. UA 1947 Darmstadt-Kranichstein (Kurt Redel [Flöte], Carl Seemann [Klavier])

1. Moderato – 2. Allegro molto vivace – 3. Andantino – 4. Presto
- 3 geistliche Konzerte (1994/96) für Trompete und Orgel / Trompete und Klavier. Einrichtungen: Moritz Eggert

1. Rex tremendae – 2. Lacrimosa – 3. Sanctus
für Zupf- und Tasteninstrument
- Eine kleine Hausmusik (1986) für Gitarre und Hammerklavier

für Tasteninstrumente
- Divertimenti (1964). Zwischenspiele aus der Oper Der junge Lord für 2 Klaviere. UA 30. November 1964 New York (Joseph Rollino und Paul Sheftel)

1. Allegro – 2. Con spirito – 3. Largo – 4. Vivace
- Nocturnal Serenade (Serenata notturna; Parergon zur Oper Die englische Katze [1980–1983; revidiert 1990]). Bearbeitung für 2 Klaviere von Martin Zehn (1993)
- Serenata notturna (1996) für 2 Klaviere

für Streichinstrumente
- Allegra e Boris (1987). Hochzeitsmusik für Violine und Viola

für Zupfinstrumente
- Drei Märchenbilder (1980; Parergon zum Märchen für Musik Pollicino [1979]). Bearbeitung für 2 Gitarren (1997) von Jürgen Ruck
- Minette (1998). Canti e rimpianti amorosi für 2 Gitarren (Parergon zur Oper Die englische Katze [1980–1983; revidiert 1990])

1. Canzona felina e campagnola – 2. Aria lunare – 3. Il cuore spezzato – 4. Pianto delle due sorelle – 5. Minuetto di Minette – 6. Chanson d’Adieu – 7. La morte amorosa dell’eroina
Trios
Klaviertrios
- Kammersonate (1948; revidiert 1963) für Klaviertrio. UA 16. März 1950 Köln (Wolfram Gehring [Klavier], Rolf Müller [Violine], Heinrich Plümacher [Violoncello])

1. Allegro assai – 2. Dolce, con tenerezza – 3. Lento
- Adagio adagio (1993). Serenade für Klaviertrio. UA 18. März 1993 Langen (Schloss Wolfsgarten; Yehudi Menuhin [Violine], Leonid Gorokhov [Violoncello], Simon Mulligan [Klavier])

Streichtrio
- Trio in drei Sätzen (1998) für Violine, Viola und Violoncello. UA 12. Mai 1999 Schwetzingen (Festspiele; Deutsches Streichtrio)

1. Allegrettino – 2. Adagio – 3. Ländler
Trios für gemischte Besetzung
- Trio (Divertimento?) (1945; verschollen) für Oboe, Viola und Violoncello
- Carillon, Récitatif, Masque (1974). Trio für Mandoline, Gitarre und Harfe. UA 2. Februar 1977 London (Hugo d’Alton [Mandoline], Roland Harker [Gitarre], Una O’Donovan [Harfe])
- Selbst- und Zwiegespräche (1984/85). Trio für Viola, Gitarre und kleine Orgel (oder anderes Tasteninstrument; jeder Part ist auch als Solo spielbar, auch Duo-Kombinationen [Viola/Gitarre, Viola/Orgel, Gitarre/Orgel] sind möglich). UA 29. September 1985 Brühl (Festkonzert zum 700-jährigen Bestehen des Bistums Brühl; Olivier Kauffmann [Viola], Carry Greisch [Gitarre], Pierre Nimax [Orgel])
- Leçons de danse (1995/96) für 2 Klaviere (oder Klavier und Harfe) und Schlagzeug (Parergon zum Ballett Le fils de l’air [Der Sohn der Luft; 1995/96]). UA 25. Mai 1997 Schwetzingen (Festspiele)

Tango – Tempo di Minuetto – Foxtrott – Finale
Quartette
Streichquartette
- 1. Streichquartett (1947). UA 1947 Heidelberg (Freund-Quartett)

1. Allegro molto – 2. Andantino – 3. Lento, ma non troppo – 4. Presto
- 2. Streichquartett (1952). UA 16. Dezember 1952 Baden-Baden (Südwestfunk; Parrenin-Quartett)

1. MM = 70 – 2. MM = 69 – 3. MM = 152
- 3. Streichquartett (in einem Satz; 1975/76). UA 12. September 1976 Berlin (Festwochen; Concord Quartet)
- 4. Streichquartett (1976). UA 25. Mai 1977 Schwetzingen (Festspiele; Concord Quartet)

Molto agitato – Adagio. William Byrd Pavana – Allegretto moderato – Rondo improvvisato
- 5. Streichquartett (1976). UA 25. Mai 1977 Schwetzingen (Festspiele; Concord Quartet)

1. MM = 72 – 2. Atemlos, wild – 3. MM = Herzschlag – 4. Still, entlegen – 5. Echos, Erinnerungen, ganz von fern – 6. Morgenlied
Quartette für gemischte Besetzung
- Kleines Quartett (1945) für Oboe, Violine, Viola und Violoncello
- Ein kleines Potpourri (2000) aus Boulevard Solitude für Flöte, Vibraphon, Harfe und Klavier. UA 22. Oktober 2000 Hannover (Expo 2000, Deutscher Pavillon; Ensemble TrioLog: Burkhard Jäckle [Flöte], Stefan Blum [Vibraphon], Silvia Christine Fuchs [Harfe], Jan Philip Schulze [Klavier])

1. Berceuse, Gavotte und Galopp – 2. Manon Lescaut schreibt einen Brief – 3. Perpetuum mobile
Quintette
Klavierquintett
- Quintetto (1990/91) für Klavier und Streichquartett. UA 25. März 1993 Berkeley (Peter Serkin [Klavier], Guarneri String Quartet)

1. Con ferocia – 2. Adagio – 3. Litania
Holzbläserquintette
- Bläserquintett (1952; für Flöte, Oboe, Klarinette, Horn und Fagott). UA 15. Februar 1953 Radio Bremen (Bläservereinigung der Bremer Philharmoniker)

1. Introduktion – 2. Thema – 3. Variation – 4. Sehr ruhig – 5. Rasch, heiter – 6. Galopp
- L’autunno (1977). Musik für 5 Blasinstrumentalisten. UA 28. Februar 1979 London (Wigmore Hall); Koenig Ensemble, Dirigent: Jan Latham-Koenig (* 1953)

Besetzung: Flöte (auch Piccolo- und Altflöte), Oboe (auch Oboe d’amore), Klarinette (auch Es-Klarinette und Bassklarinette), Horn (ad lib. auch Wagnertuba), Fagott (auch Kontrafagott)
1. Moderato – 2. Allegretto – 3. Allegramente – Malincolia – 4. Vivace – 5. Quia respexit humilitatem ancillae suae
Blechbläserquintette
- Fragmente aus einer Show (1971; aus Der langwierige Weg in die Wohnung der Natascha Ungeheuer). Sätze für Blechquintett. UA Oktober 1971 (Philip Jones Brass Ensemble American Tour)
- Variation (1981) für Blechquintett

Quintette für gemischte Besetzung
- Amicizia! (1976). Quintett für Klarinette, Posaune, Violoncello, Schlagzeug und Klavier. UA 6. August 1976 Montepulciano (1° Cantiere Internazionale d’Arte; Instrumentalensemble Hinz und Kunst)
- Neue Volkslieder und Hirtengesänge (1996; frei nach dem Musiktheaterstück Ödipus der Tyrann [1983]) für Fagott, Gitarre und Streichtrio. UA 15. Dezember 1997 Berlin (Berliner Philharmonie, Kammermusiksaal; Scharoun-Ensemble)

1. Pastorale – 2. Morgenlied – 3. Ballade – 4. Tanz – 5. Rezitativ – 6. Abendlied – 7. Ausklang
Sextette
für Streichinstrumente
- Der junge Törless (1966). Fantasia für Streichsextett (3 Violinen, 2 Violen und Violoncello; nach der Musik zum gleichnamigen Film von Volker Schlöndorff). UA 22. Juni 1968 Minterne, Dorchester (Langbein-Ensemble)

1. Adagio – 2. Allegro marcato – 3. Air – 4. Vivace – 5. Epilogo
- Erweiterte Fassung für Streichorchester: siehe unter Andere Ensemble- / Orchesterwerke

- Adagio (1992) für Streichsextett (für Peter Hanser-Strecker)
- Trauer-Ode (1997; für Margaret Geddes). Ein Sextett für Violoncelli. UA 19. Oktober 1997 Kronberg im Taunus (Stadthalle; Teilnehmer der Internationalen Kammermusik-Akademie Kronberg, Leitung: Mstislaw Rostropowitsch)

für Schlaginstrumente
- Minotauros Blues (1996). Konzertmusik für 6 Perkussionisten. UA 16. Januar 1998 Köln (Philharmonie; Mitglieder des WDR Sinfonieorchesters Köln, Dirigent: Markus Stenz)

für gemischte Besetzung
- Sonate für sechs Spieler (1983; nach der Filmmusik zu L’amour à mort von Alain Resnais). UA 26. September 1984 London (The Fires of London, Dirigent: John Carewe)

Septett
- Canzona (1982) für 7 Instrumente. UA 6. Juni 1982 Stuttgart (Staatstheater; Dirigent: Dennis Russel Davies)

Oktette
- Concerto per il Marigny (1956) für Klavier und 7 Instrumente: siehe unter Konzertante Werke mit solistischem Tasteninstrument
- Quattro Fantasie (1963; Oktettsätze aus der Kammermusik 1958 und Adagio 1963) für Klarinette, Fagott, Horn, 2 Violinen, Viola, Violoncello und Kontrabass

1. Prefazione – 2. Sonata – 3. Cadenza – 4. Adagio (Epilogo)
- Sonata per otto ottoni (für 8 Blechbläser; 1983). UA 17. September 1983 Berlin (Festwochen; Blechbläserensemble der Berliner Philharmoniker)

1. Largo – 2. Allegramente – 3. Rondino I – 4. Grave – 5. Rondino II

### Vokalwerke
Für Solostimme und ein Instrument
Singstimme und Klavier
- Whispers from Heavenly Death (1948; revidiert 1999). Kantate für hohe Singstimme (Sopran oder Tenor) und Klavier. Text: Walt Whitman, deutsch von Georg Goyert. UA 14. Juni 1950 Stuttgart (Tage der Zeitgenössischen Musik; Sybille Ursula Fuchs [Sopran]; Frank Zubal [Klavier])

1. Wagst du es jetzt, o Seele – 2. Keine Karte dort, kein Führer – 3. Ich kenne es nicht, o Seele – 4. Erst wenn die Bande sich lösen – 5. Dann brechen wir auf
- Chanson Pflastersteine (1950) für Sopran und Klavier. Text: ?
- Ariosi (1963). Fassung für Sopran und Klavier 4-händig. Texte: Torquato Tasso

1. Qual rugiada – 2. Compianto – 3. Maraviglioso fior del vostro mare – 4. Estro – 5. Deh, vieni, morte soave
- Fassung für Sopran, Violine und Orchester: siehe unter Vokalwerke für Solostimmen und Ensemble/Orchester

- Three Auden Songs (1983) für Tenor und Klavier. Texte: Wystan Hugh Auden. UA 15. Juni 1983 Aldeburgh (Aldeburgh Festival; Neil Mackie [Tenor], Jan Latham-Koenig [Klavier])

1. In memoriam L. K. A. (1950–1952) („At peace under this mandarin, sleep“) – 2. Rimbaud („The nights, the railway-arches, the bad sky“) – 3. Lay your sleeping head, my love
- Heimlich zur Nacht (1994) für Sopran und Klavier. Text: Else Lasker-Schüler. UA 28. Mai 1994 Berlin-Lankwitz (Siemensvilla; Gundula Hintz [Sopran], Axel Bauni [Klavier]; Konzert zum 60. Geburtstag des Intendanten der Berliner Festspiele, Ulrich Eckhardt)
- Nocturnal Serenade (aus Die Englische Katze). Bearbeitung für Sopran und Klavier (1996) von Martin Zehn
- Sechs Gesänge aus dem Arabischen (1997/98) für Tenor und Klavier. Texte: Hans Werner Henze. UA 23. November Köln (Philharmonie; Ian Bostridge [Tenor], Julius Drake [Klavier])

1. Selim und der Wind – 2. Die Gottesanbeterin – 3. Ein Sonnenaufgang – 4. Cäsarion – 5. Fatumas Klage – 6. Das Paradies
Singstimme und Gitarre
- Drei Fragmente nach Hölderlin (1958) für Tenor und Gitarre

1. In lieblicher Bläue – 2. Möcht ich ein Komet sein? – 3. Wenn einer in den Spiegel siehet
- Chilelied („Dieser chilenische Sommer war süß“; 1974) für Stimme und Gitarre. Text: Rudi Bergmann (* 1950). UA 31. Mai 1974 Essen (Grugahalle; Gedenkkonzert für Víctor Jara, zugleich Solidaritätsveranstaltung für den Widerstand in Chile; Dieter Süverkrüp [Stimme und Gitarre])

Singstimme und variables Instrument
- Heilige Nacht (1993). Ein Weihnachtslied für mittlere Singstimme und Blockflöte (oder Flöte, oder Oboe, oder Violine). Text: Hans-Ulrich Treichel

Stimme (vom Band) und Schlagzeug
- Prison Song (1971) für einen Schlagzeuger und Zuspielband. Text: Ho Chi Minh. Leicht verändert übernommen in Voices (1973): siehe unter Vokalwerke für Solostimme(n) und Ensemble / Orchester

Für Solostimmen und 2–5 Instrumente
- Sechs Lieder (1945) für hohe Singstimme, Flöte, Oboe, Klarinette, Horn und Fagott. Texte: ?
- Being Beauteous (1963). Kantate für Koloratursopran, Harfe und 4 Violoncelli. Text: Arthur Rimbaud (aus Les Illuminations [1872/73]). UA 12. April 1964 Berlin (Ingeborg Hallstein [Sopran]; Eberhard Finke, Wolfgang Boettcher, Peter Steiner, Heinrich Majowski [Violoncelli], Fritz Helmis [Harfe], Dirigent: Hans Werner Henze)
- El Cimarrón (1969/70). Autobiographie des geflohenen Sklaven Estéban Montejo. Rezital für Bariton, einen Flötisten, einen Gitarristen und einen Schlagzeuger (jeweils mit verschiedenen Instrumenten). Libretto: Hans Magnus Enzensberger (nach dem Buch Biografía de un cimarrón [1966] von Miguel Barnet). UA 22. Juni 1970 Aldeburgh, Suffolk (Aldeburgh Festival; William Pearson [Bariton], Karlheinz Zöller [Flöten], Leo Brouwer [Gitarre], Stomu Yamashta [Schlagzeug])

1. Die Welt – 2. Der Cimarrón – 3. Die Sklaverei – 4. Die Flucht – 5. Der Wald – 6. Die Geister – 7. Die falsche Freiheit – 8. Die Frauen – 9. Die Maschinen – 10. Die Pfarrer – 11. Der Aufstand – 12. Die Schlacht von Mal Tiempo – 13. Der schlechte Sieg – 14. Die Freundlichkeit – 15. Das Messer
- Memorias de „El Cimarrón“ (1970) für Gitarre. Bearbeitung von Leo Brouwer: siehe unter Kammermusik – Soli für Zupfinstrument

- Hommage à Kurt Weill (1975). 2 Lieder für Singstimme, Trompete und Klavier. Texte: Ralf Thenior

1. Heb doch die Stimme an – 2. Kindermund
- Von Krebs zu Krebs (1981) für Sopran, Flöte und Klavier. Text: ?

Für Solostimmen und Ensemble/Orchester
- Der Vorwurf (1948). Konzertarie für Bariton, Trompete, Posaune und Streichorchester. Text: Franz Werfel
- Whispers from Heavenly Death (1948; revidiert 1999). Kantate für hohe Singstimme (Sopran oder Tenor) und 8 Instrumentalisten. Text: Walt Whitman, deutsch von Georg Goyert. UA 1950 Frankfurt am Main (Hessischer Rundfunk; Orchestermitglieder des Hessischen Rundfunks, Dirigent: Winfried Zillig)

1. Wagst du es jetzt, o Seele – 2. Keine Karte dort, kein Führer – 3. Ich kenne es nicht, o Seele – 4. Erst wenn die Bande sich lösen – 5. Dann brechen wir auf
- Wiegenlied der Mutter Gottes (1948) für eine Knabenstimme oder einstimmigen Knabenchor und 9 Soloinstrumente. Text: Lope de Vega, deutsch von Artur Altschul. UA 27. Juni 1954 Duisburg (Niederrheinisches Musikfest; Agnes Giebel [Sopran]; Dirigent: Georg Ludwig Jochum)
- Apollo et Hyazinthus (1948/49). Improvisationen für Cembalo, Altstimme und 8 Soloinstrumente. Text: Georg Trakl, Im Park
- Fünf Neapolitanische Lieder (Cinque canzoni napoletane; Canzoni „e copp“ ’o tammurro [Lieder zur Trommel]; 1956) für Bariton und Kammerorchester. Texte: anonym (17. Jahrhundert). UA 26. Mai 1956 Frankfurt am Main (Hessischer Rundfunk; Dietrich Fischer-Dieskau, Sinfonie-Orchester des Hessischen Rundfunks, Dirigent: Otto Matzerath)
- Nachtstücke und Arien (1957) für Sopran und großes Orchester. Texte: Ingeborg Bachmann. UA 20. Oktober 1957 Donaueschingen (Musiktage; Gloria Davy [Sopran]; Südwestfunk-Orchester, Dirigent: Hans Rosbaud)

1. Nachtstück I – 2. Aria I: Wohin wir uns wenden im Gewitter der Rosen – 3. Nachtstück II – 4. Aria II: Mit schlaftrunkenen Vögeln – 5. Nachtstück III
- Kammermusik 1958 für Tenor, Gitarre und 8 Solo-Instrumente. Text: Friedrich Hölderlin, Hymne In lieblicher Bläue. UA 26. November 1958 Hamburg (Norddeutscher Rundfunk; Peter Pears [Tenor], Julian Bream [Gitarre]; Orchestermitglieder des Norddeutschen Rundfunks, Dirigent: Hans Werner Henze)

1. Prefazione – 2. In lieblicher Bläue – 3. Tento I: Du schönes Bächlein – 4. Innen aus Verschiedenem entsteht – 5. Tento II: Es findet das Aug’ oft – 6. Gibt es auf Erden ein Maß – 7. Sonata – 8. Möcht ich ein Komet sein? – 9. Cadenza – 10. Wenn einer in den Spiegel siehet – 11. Tento III: Sohn Laios’ – 12. Wie Bäche reißet das Ende von etwas mich dahin – 13. Adagio (Epilogo)
- Drei Fragmente nach Hölderlin (1958) für Tenor und Gitarre: siehe unter Vokalwerke für Solostimme und 1 Instrument

1. In lieblicher Bläue – 2. Möcht ich ein Komet sein? – 3. Wenn einer in den Spiegel siehet
- Drei Tentos für Gitarre (1963): siehe unter Kammermusik – Soli für Zupfinstrument
- Quattro Fantasie (1963): siehe unter Kammermusik – Oktette

- Drei Arien (1960; revidiert 1993) aus der Oper Elegie für junge Liebende für Bariton und kleines Orchester. Texte: Wystan Hugh Auden und Chester Kallman. Deutsche Fassung: Ludwig Landgraf, Werner Schachteli und Hans Werner Henze

1. Von allen Dichtern unserer Zeit – 2. O Titania – 3. Bah, dieses Pack
- Ariosi (1963) für Sopran, Violine und Orchester. Texte: Torquato Tasso. UA 23. August 1964 Edinburgh (Edinburgh Festival; Irmgard Seefried [Sopran], Wolfgang Schneiderhan [Violine]; London Symphony Orchestra, Dirigent: Colin Davis)

1. Qual rugiada – 2. Compianto – 3. Maraviglioso fior del vostro mare – 4. Estro – 5. Deh, vieni, morte soave
- Fassung für Sopran und Klavier 4händig: siehe unter Vokalwerke für Solostimme und 1 Instrument
- Bearbeitungen von Nr. 2:
  - für Streichsextett (1966, zum Film Un amour de Swann): siehe unter Filmmusik und Kammermusik – Sextette
  - für Streichorchester (1966): siehe unter Andere Ensemble- / Orchesterwerke
  - für Klavier (1984): siehe unter Kammermusik – Soli für Tasteninstrument

- Ein Landarzt (1964). Monodram für Bariton und kleines Orchester. Text: Franz Kafka. UA 13. Oktober 1965 Berlin (Dietrich Fischer-Dieskau; Berliner Philharmoniker, Dirigent: Hans Werner Henze)
- Versuch über Schweine (1968) für Sprechgesang (Bariton) und Orchester. Text: Gaston Salvatore. UA 14. Februar 1969 London (Roy Hart [Bariton]; English Chamber Orchestra, Dirigent: Hans Werner Henze)
- 2. Violinkonzert (in einem Satz; 1971; revidiert 1991) für Sologeiger, Tonband, Bassbariton und 33 Instrumentalisten. Text: Hans Magnus Enzensberger, Hommage à Gödel. UA 2. November 1972 Basel (Brenton Langbein [Violine], Kurt Widmer [Bassbariton]; Basler Kammerorchester, Dirigent: Paul Sacher)
- Voices – Stimmen (1973). Eine Sammlung von Liedern für Mezzosopran, Tenor und Instrumentalgruppen (15 Spieler). UA 4. Januar 1974 London (Queen Elizabeth Hall; Rose Taylor [Mezzosopran], Paul Sperry [Tenor]; London Sinfonietta, Dirigent: Hans Werner Henze)

1. Los poetas cubanos ya no suenan. Text: Heberto Padilla (1932–2000) – 2. Prison Song. Text: Ho Chi Minh – 3. Keiner oder alle. Text: Bertolt Brecht – 4. The Electric Cop. Text: Victor Hernandez Cruz (* 1949) – 5. The Distant Drum. Text: Calvin C. Hernton (1933–2001) – 6. 42 Schulkinder. Text: Erich Fried – 7. Caino. Text: Gino De Santis – 8. Il Pasi. Text: Mario Tobino (1910–1991) – 9. Heimkehr. Text: Heinrich Heine – 10. Grecia 1970. Text: Giuseppe Ungaretti – 11. Legende von der Entstehung des Buches Taoteking auf dem Weg des Laotse in die Emigration. Text: Bertolt Brecht – 12. Gedanken eines Revuemädchens während des Entkleidungsaktes. Text: Bertolt Brecht – 13. Das wirkliche Messer. Text: Hans Magnus Enzensberger – 14. Recht und billig. Text: Erich Fried – 15. Patria. Text: Miguel Barnet – 16. Screams (Interlude). Text: Walton Smith – 17. The Worker. Text: Richard W. Thomas – 18. Para aconsejar a una dama. Text: Heberto Padilla – 19. Roses and Revolutions. Text: Dudley Randall (1914–2000) – 20. Vermutung über Hessen. Text: F. C. Delius – 21. Schluss. Text: Michaelis Katsaros – 22. Das Blumenfest. Text: Hans Magnus Enzensberger
- Orpheus (1978). Eine Geschichte in 6 Szenen (2 Akten). Konzertfassung für Sprecher und Orchester. Libretto: Edward Bond, deutsch von Hans-Ulrich Treichel. UA 4. März 1983 Köln (Konzertsaal der Musikhochschule; Thomas Holtzmann; Kölner Rundfunk-Sinfonie-Orchester, Dirigent: Hans Werner Henze)
- El Rey de Harlem. Imaginäres Theater I (1979) für Mezzosopran und kleines Ensemble. Text: Federico García Lorca. UA 20. April 1980 Witten (Wittener Tage für neue Kammermusik; Maureen McNally; Ensemble Hinz und Kunst, Dirigent: Spiros Argiris)

1. Con una cuchara – 2. Tenía la noche – 3. Es por el silencio sapientismo – 4. A la izquierda
- Drei Lieder über den Schnee (1989) für Sopran, Bariton und 8 Instrumente. Texte: Hans-Ulrich Treichel. UA 8. September 1989 Frankfurt am Main (Alte Oper; Maria Husmann [Sopran], Kurt Widmer [Bariton]; Scharoun Ensemble, Dirigent: Gernot Schulz)

1. Schnee, den ich loben will – 2. Es ist ein Schnee gefallen – 3. Als die Erde verlassen war
- Paraphrasen über Dostojewski. In Worte gefaßt für Prinz Myshkin von Ingeborg Bachmann für Sprechstimme und 11 Instrumente (1990). Libretto: Ingeborg Bachmann (1953). UA 12. Januar 1991 London (Barbican Hall; Jonathan Moore [Sprecher], London Sinfonietta, Dirigent: Ingo Metzmacher)

1. Intrada – 2. Danse – 3. Petits jeux – 4. Pas de quatre – 5. Grand pas – 6. Air 1 – 7. Scène – 8. Interlude – 9. Pas de deux – 10. Air 2 – 11. Scène – 12. Ballade. Ritornell – 13. Ballet blanc – 14. Scène – 15. Interlude – 16. Variations – 17. Pantomime – 18. Finale. Bolero – 19. Apotheose
- Zwei Konzertarien für Tenor und kleines Orchester (1991; in memoriam Friedrich K. Wanek [1929–1991]). Texte: Heinz von Cramer. UA 28. Juli 1991 Montepulciano (16° Cantiere Internazionale d’Arte; Roberto Saccà; Jugendorchester des vereinten Berlin, Dirigent: Markus Stenz)

1. Kein Blick, kein Schatten – 2. Was für eine schöne Stimme
- Lieder und Tänze (1992/93) aus der Operette La Cubana für Mezzosopran und Kammerensemble. Texte: Hans Magnus Enzensberger. UA 12. September 1993 Zürich (Kleiner Tonhallesaal; Maria Husmann [Sopran], Collegium Novum Zürich)

1. Ouvertüre – 2. Tivoli-Couplet – 3. Canzona I – 4. Tango – 5. Polonaise – 6. Ragtime – 7. Canzona II – 8. Illusion
- Aristaeus (1997–2003). Dramma in musica per voce recitante (baritono) e orchestra (für Sprechstimme [oder Bariton] und Orchester). Text: Hans Werner Henze. UA 1. Februar 2004 Berlin (Konzerthaus; Martin Wuttke [Sprecher]; Rundfunk-Sinfonieorchester Berlin, Dirigent: Marek Janowski)

Für Solostimmen / Chor a cappella
- Mad People’s Madrigal aus We Come to the River (1974–1976) für 12-stimmigen gemischten Chor. Text: Edward Bond
- Orpheus behind the wire (Orpheus hinter dem Stacheldraht; 1981–1983) für 4- bis 12-stimmigen gemischten Chor. Texte: Edward Bond, deutsche Fassung: Hans Werner Henze

1. Wie war die Hölle? (SSSAAATTTBBB) – 2. Der Sinn liegt hier (SSAA) – 3. Du der du die Zeit der Mörder überlebtest (SATBB) – 4. Nun ist alles anders (TTTBBB) – 5. Orpheus (SSAATTBB)
- An Sascha (1991) für Sopran und Alt. Text: ?
- Hirtenlieder aus der Oper Venus und Adonis (1993–1995) für 6 Stimmen (S.Mez.A.T.Bar.B) solistisch oder chorisch. Texte: Hans-Ulrich Treichel

1. Der Morgen steigt auf – 2. Ungestüm ist Adonis – 3. Der Wind, er spricht zum Laub – 4. Die Flüsse stehen still
Für Chor und Ensemble/Orchester
- Fünf Madrigale (1947) für kleinen gemischten Chor (SATB) und 11 Soloinstrumente. Texte: François Villon (aus Le Testament, Das große Testament [1461/62]), deutsch von Paul Zech. UA 25. April 1950 Frankfurt am Main (Frankfurter Singakademie; Instrumentalisten des Kölner Rundfunk-Sinfonie-Orchesters, Dirigent: Ljubomir Romansky)

1. Im Wald, da ruht – 2. Und ist kein Feld – 3. Als Kaiser Alexander – 4. Wer sterben muß – 5. Dein Bild im Angesicht
- Chor gefangener Trojer (1948; revidiert 1964). Sinfonischer Satz für gemischten Chor und großes Orchester. Text: Johann Wolfgang von Goethe (aus Faust II, 3. Akt). UA 6. Februar 1949 Bielefeld (Chor des Musikvereins Bielefeld, Orchester der Stadt Bielefeld, Dirigent: Hans Hoffmann)
- Wiegenlied der Mutter Gottes (1948) für eine Knabenstimme oder einstimmigen Knabenchor und 9 Soloinstrumente: siehe unter Vokalwerke für Solostimme(n) und Ensemble / Orchester
- Lieder von einer Insel (1964). Chorphantasien für Kammerchor, Posaune, 2 Violoncelli, Kontrabass, Portativ, Schlagwerk und Pauken. Texte: Ingeborg Bachmann. UA 23. Januar 1967 Selb (100. Rosenthal-Feier-Abend; RIAS-Kammerchor, Mitglieder der Berliner Philharmoniker, Dirigent: Hans Werner Henze)

1. Schattenfrüchte fallen von den Wänden – 2. Wenn du auferstehst – 3. Einmal muß das Fest ja kommen – 4. Wenn einer fortgeht – 5. Es ist Feuer unter der Erde
- Musen Siziliens (1966). Konzert für gemischten Chor (SATB), 2 Klaviere, Bläser und Pauken. Texte: Vergil (Eklogen-Fragmente). UA 20. September 1966 Berlin (Sing-Akademie zu Berlin; Joseph Rollino, Paul Sheftel [Klaviere]; Mitglieder des Radio-Sinfonie-Orchesters Berlin, Dirigent: Mathieu Lange)

1. Pastorale („Quid, quae te pura solum sub nocte canentem“) – 2. Adagio („Alpinas a!“) – 3. Silenus („…simul incipit ipse“)
- Sinfonia N. 9 (1995–1997) für gemischten Chor und Orchester. Texte: Hans-Ulrich Treichel (nach Motiven aus dem Roman Das siebte Kreuz von Anna Seghers). UA 11. September 1997 Berlin (Philharmonie; Berliner Philharmonisches Orchester, Rundfunkchor Berlin, Dirigent: Ingo Metzmacher)

1. Die Flucht – 2. Bei den Toten – 3. Bericht der Verfolger – 4. Die Platane – 5. Der Sturz – 6. Die Nacht im Dom – 7. Die Rettung
- Elogium musicum amatissimi amici nunc remoti (2008) für gemischten Chor (SATB) und Orchester. Texte: Franco Serpa (* 1931). UA 2. Oktober 2008 Leipzig (Gewandhaus; Gewandhausorchester, MDR-Rundfunkchor, Dirigent: Riccardo Chailly)
- An den Wind (2011). Musikstück zu Pfingsten für gemischten Chor (SATB) und Instrumente. Text: Christian Lehnert. UA 26. Mai 2012 Leipzig (Thomaskirche; Thomanerchor, Mitglieder des Gewandhausorchesters, Ullrich Böhme [Orgel], Dirigent: Georg Christoph Biller)

Orchester: 3(+2Picc+AFl).EH.1[+BKlar].0 – 1.2.0.Wagnertuba – Perc.[2] – Harfe – Klavier – Celesta – Streicher: 0.0.0.1.1
Für Solostimmen, Chor und Ensemble/Orchester
- Szenen und Arien (1956) aus der Oper König Hirsch für Sopran, Tenor, gemischten Chor, Knabenchor (ad lib.) und großes Orchester. Text: Heinz von Cramer
  - Vokalsinfonie (1995; in 5 Sätzen) aus der Oper König Hirsch für Sänger-Ensemble und großes Orchester. Text: Heinz von Cramer
- Aufstand (1960/61; gemeinsam mit Paul Dessau). Text: Jens Gerlach. Beitrag zum Gemeinschaftswerk Jüdische Chronik (mit Boris Blacher, Rudolf Wagner-Régeny, Karl Amadeus Hartmann) für Alt, Bariton, Kammerchor, 2 Sprecher und kleines Orchester. UA 14. Januar 1966 Köln (WDR Sinfonieorchester, Dirigent: Christoph von Dohnányi)
- Novae de infinito laudes (1962). Kantate für 4 Soli (SATB), gemischten Chor (SATB) und Orchester. Texte: Giordano Bruno. UA 24. April 1963 Venedig (Biennale di Venezia)

1. Corpi Celesti (Die Himmelskörper) – 2. I Quattro Elementi (Die vier Elemente) – 3. La Continua Mutazione (Der fortlaufende Umbruch) – 4. Il Piacere E'Nel Movimento (Die Freude liegt in der Bewegung) – 5. Il Sorgere del Sole (Der Sonnenaufgang) – 6. Il Sommo Bene (Das höchste Gut)
- Cantata della fiaba estrema (1963) für Sopran, Kammerchor (SATB) und 13 Instrumente. Text: Elsa Morante. UA 26. Februar 1965 Zürich (Ingeborg Hallstein [Sopran]; Collegium Musicum Zürich, Singkreis Zürich, Dirigent: Paul Sacher)

Bearbeitungen
- Freiheitshymne von Mikis Theodorakis. Instrumentation (1967)
- Fünf Gedichte für eine Frauenstimme (= Wesendonck-Lieder, 1857/58) von Mathilde Wesendonck (Texte) und Richard Wagner (Musik). Fassung für Alt und Kammerorchester (1976). UA 25. März 1977 Köln (Westdeutscher Rundfunk; Ortrun Wenkel [Alt]; WDR Sinfonieorchester Köln, Dirigent: Hans Werner Henze)

1. Der Engel – 2. Stehe still – 3. Im Treibhaus – 4. Schmerzen – 5. Träume
- Don Chisciotte della Mancia (1976/78). Suite dal concerto (Konzertsuite) aus der gleichnamigen Oper nach Giovanni Paisiello und Giovanni Battista Lorenzi für 2 Soprane, Tenor (buffo), Bariton, Blasorchester und Kammerorchester

1. Sinfonia – 2. Battaglia con pastori – 3. Duetto – 4. Sinfonia, Aria di Sancio, Triste canzone, Menuetto – 5. Duetto, Quartetto – 6. Sinfonia
- Szenen und Arien aus Il ritorno di Ulisse in patria von Claudio Monteverdi und Giacomo Badoaro (Venedig 1641). Instrumentation (1981). UA 4. September 1988 London (BBC Promenade Concerts; Ann Murray [Sopran], Kathleen Kuhlmann [Mezzosopran], Fiona Kimm [Alt], Alejandro Ramirez [Tenor], Thomas Allen [Bariton]; BBC Symphony Orchestra, Dirigent: Hans Werner Henze)
- Richard Wagnersche Klavierlieder. Fassung für Mezzosopran, Bariton, Chor und Orchester (1998/99). UA 28. August 1999 Berlin (Konzerthaus; Stella Doufexis, Thomas Mohr; Rundfunkchor Berlin; Deutsches Symphonie-Orchester Berlin, Dirigent: Semjon Bytschkow)

Teil I: 1. Gruß seiner Treuen an Friedrich August den Geliebten bei seiner Rückkunft aus England den 9. August 1844 – 2. Der Knabe und der Tannenbaum
Teil II: Sieben Kompositionen zu Goethes „Faust“. 1. Lied der Soldaten – 2. Gretchen am Spinnrade – 3. Brandners Lied – 4. Lied des Mephistopheles – 6. Melodram – 7. Bauer unter der Linde
Teil III: Acht französische Lieder. 1. Berceuse. Text: anonym – 2. Extase. Text: Victor Hugo (aus Les Orientales) – 3. Attente. Text: Victor Hugo (aus Les Orientales) – 4. La tombe dit a la rose. Text: Victor Hugo (aus Les voix intérieures) – 5. Mignonne Text: Pierre de Ronsard – 6. Tout n’est qu’images fugitives [Soupir]. Text: Jean Reboul (1796–1864) – 7. Les deux grenadiers (Die beiden Grenadiere). Text: Heinrich Heine, französisch von François-Adolphe Loeve-Veimar – 8. Adieux de Marie Stuart. Text: Pierre-Jean de Béranger

### Bühnenwerke
Opern, Musiktheaterstücke
- Die Leier des Palamedes (1943; verschollen?). Oper. Libretto: Erich Jüngst († 1943)
- Das Wundertheater (1948). Oper für Schauspieler. Libretto: nach dem Intermezzo El retablo de las maravillas von Miguel de Cervantes, deutsch von Adolf Friedrich von Schack. UA 7. Mai 1949 Heidelberg (Städtische Bühnen; Regie: Heinrich Köhler-Helffrich; Bühnenbild: Heinrich Nötzold; Dirigent: Carl Caelius)
  - Neufassung für Sänger (1964; als Teil 1 eines Triptychons: Das Wundertheater – Ein Landarzt – Das Ende einer Welt). UA 30. November 1965 Frankfurt am Main (Oper; Regie: Hans Neugebauer; Bühnenbild und Kostüme: Jacques Camurati; Dirigent: Wolfgang Rennert)
  - Reduzierte Fassung (1964) von Henning Brauel (für Schauspieler und 5 Musiker). UA 30. September 1965 Berlin (Schillertheater, Werkstattbühne)
- Ein Landarzt (1951; revidiert 1994). Rundfunkoper. Libretto: Hans Werner Henze (nach der gleichnamigen Erzählung [1917/18] von Franz Kafka). Ursendung 29. November 1951 Hamburg (Nordwestdeutscher Rundfunk; Regie: Otto Kurth; Orchester des Nordwestdeutschen Rundfunks, Dirigent: Harry Hermann Spitz). UA (szenische Adaption) 27. Mai 1953 Köln. UA (revidierte Fassung) 27. September 1996 Köln (Studio für Elektronische Musik des WDR; WDR Sinfonieorchester Köln, Dirigent: Markus Stenz)
  - Monodram für Bariton und kleines Orchester (1964): siehe unter Vokalwerke für Solostimme(n) und Ensemble / Orchester
  - Bühnenfassung (1964): Oper in einem Akt. UA 30. November 1965 Frankfurt (Oper; Regie, Bühnenbild und Kostüme: Hans Neugebauer; Dirigent: Wolfgang Rennert)
- Boulevard Solitude (1950/51; revidiert 1952 und 1974). Lyrisches Drama in 7 Bildern. Libretto: Grete Weil, Szenarium: Walter Jockisch (1907–1970) (nach dem Roman Manon Lescaut [1728] von Antoine-François Prévost). UA 17. Februar 1952 Hannover (Opernhaus; Regie: Walter Jockisch; Choreographie: Otto Krüger; Bühnenbild und Kostüme: Jean-Pierre Ponnelle; Dirigent: Johannes Schüler)
  - Ein kleines Potpourri (2000) aus Boulevard Solitude für Flöte, Vibraphon, Harfe und Klavier: siehe unter Kammermusik – Quartette für gemischte Besetzung
- Das Ende einer Welt (1953; revidiert 1993). Rundfunkoper. 2 Akte mit Prolog und Epilog. Libretto: Wolfgang Hildesheimer. Ursendung 4. Dezember 1953 Hamburg (Nordwestdeutscher Rundfunk; Regie: Curt Reiss; Orchester des Nordwestdeutschen Rundfunks, Dirigent: Harry Hermann Spitz). UA (revidierte Fassung) 27. September 1996 Köln (Studio für Elektronische Musik des WDR; WDR Sinfonieorchester, Dirigent: Markus Stenz)
  - Bühnenfassung (1964): Opera buffa in einem Akt. UA 30. November 1965 Frankfurt (Oper; Dirigent: Wolfgang Rennert; Regie: Hans Neugebauer; Bühnenbild und Kostüme: Jacques Camurati)
- König Hirsch (1953–1956). Oper in 3 Akten. Libretto: Heinz von Cramer (nach dem Märchenspiel Il Re Cervo [1772] von Carlo Gozzi). UA (fragmentarisch) 23. September 1956 Berlin (Deutsche Oper; Regie: Leonard Steckel; Bühnenbild: Jean-Pierre Ponnelle; Dirigent: Hermann Scherchen). Ursendung: 4. Oktober 1957 RAI (Dirigent: Nino Sanzogno [1911–1983]; Chor: Ruggero Machini). UA (mit ARD-Übertragung) 5. Mai 1985 Stuttgart (Württembergische Staatsoper; Regie: Hans Hollmann; Bühnenbild: Hans Hoffer; Kostüme: Frida Parmeggiani; Dirigent: Dennis Russell Davies; Chor: Ulrich Eistert). UA (konzertant) des Duetts Was können wir tun: 11. Mai 2006 München (Herkulessaal der Residenz; Mojca Erdmann [Sopran], Stuart Skelton [Tenor]; Symphonieorchester des Bayerischen Rundfunks, Dirigent: Peter Ruzicka)
  - Reduzierte Fassung (1962): Il Re Cervo oder Die Irrfahrten der Wahrheit. Oper in 3 Akten. UA 10. März 1963 Kassel (Staatstheater; Regie: Hans Hartleb; Bühnenbild und Kostüme: Ekkehard Grübler (1928–2012); Dirigent: Hans Werner Henze)
  - 4. Sinfonie (1955; nach der Waldszene aus dem Finale des 2. Akts von König Hirsch): siehe unter Sinfonien
  - Szenen und Arien (1956), Vokalsinfonie (1995): siehe unter Vokalwerke für Solostimme(n), Chor und Ensemble / Orchester
- Der Prinz von Homburg (1958/59; revidiert 1991). Oper in 3 Akten (9 Bildern). Libretto: Ingeborg Bachmann (nach dem Schauspiel Prinz Friedrich von Homburg von Heinrich von Kleist). UA 22. Mai 1960 Hamburg (Staatsoper; Regie: Helmut Käutner; Bühnenbild und Kostüme: Alfred Siercke; Dirigent: Leopold Ludwig). UA (revidierte Fassung) 24. Juli 1992 München (Bayerische Staatsoper, Cuvilliés-Theater; Regie: Nikolaus Lehnhoff; Bühnenbild und Kostüme: Gottfried Pilz; Dirigent: Wolfgang Sawallisch)
- La Forza delle Circostanze ovvera Ella non riuscì a convincerlo (1959). Opernparodie in 5 Akten
- Elegy for Young Lovers (Elegie für junge Liebende) (1959–1961; revidiert 1987). Oper in 3 Akten. Libretto: Wystan Hugh Auden und Chester Kallman [1921–1975]. Deutsche Fassung: Ludwig Landgraf, Werner Schachteli und Hans Werner Henze. UA 20. Mai 1961 Schwetzingen (Rokokotheater; Regie: Hans Werner Henze; Bühnenbild: Helmut Jürgens; Kostüme: Sophie Schröck; Ensemble der Bayerischen Staatsoper; Dirigent: Heinrich Bender). UA (revidierte Fassung) 28. Oktober 1988 Venedig (Teatro La Fenice; Dirigent: Markus Stenz)
  - Drei Arien (1960; revidiert 1993): siehe unter Vokalwerke für Solostimme(n) und Ensemble / Orchester

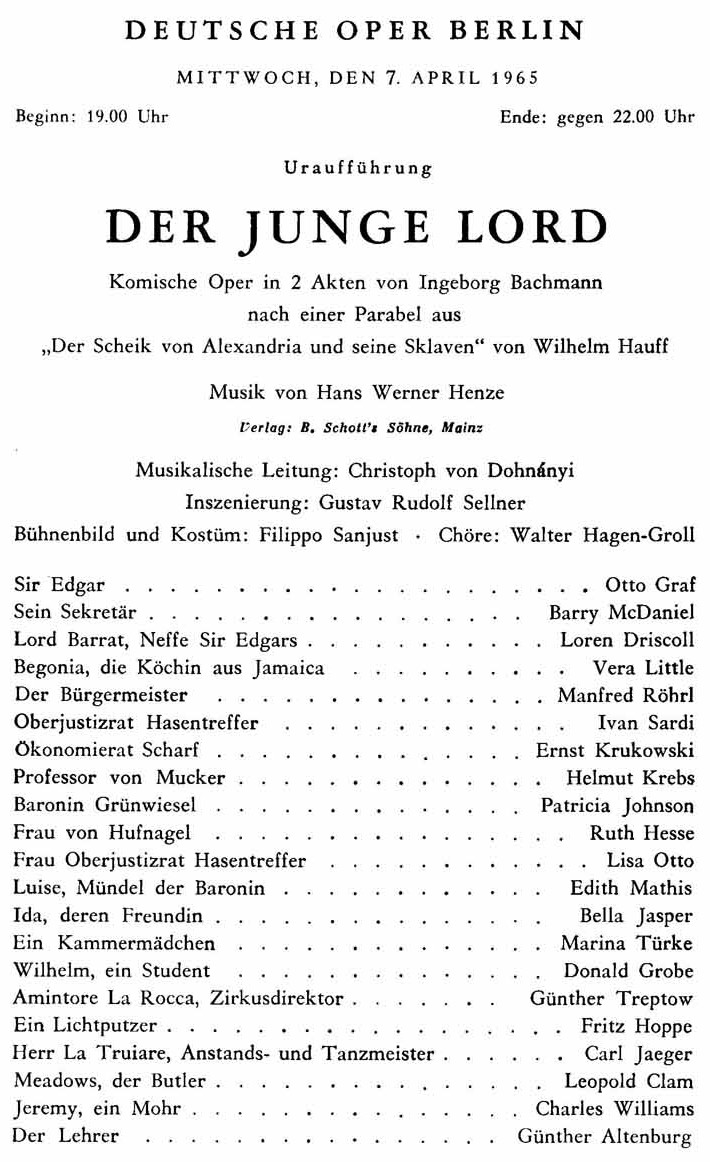
Der junge Lord (Henze) Deutsche Oper Berlin

- Der junge Lord (1964). Komische Oper in 2 Akten. Libretto: Ingeborg Bachmann (nach der Parabel Der Affe als Mensch [aus der Märchensammlung Der Scheik von Alessandria und seine Sklaven] von Wilhelm Hauff). UA 7. April 1965 Berlin (Deutsche Oper; Regie: Gustav Rudolf Sellner; Bühnenbild und Kostüme: Filippo Sanjust; Dirigent: Christoph von Dohnányi)
  - Zwischenspiele (1964) aus der Oper Der junge Lord für Orchester: siehe unter Andere Ensemble- / Orchesterwerke
  - Divertimenti (1964) aus Der junge Lord für 2 Klaviere: siehe unter Kammermusik – Duos für Tasteninstrumente
- The Bassarids (Die Bassariden) (1964/65). Opera seria in einem Akt mit Intermezzo. Libretto: Wystan Hugh Auden und Chester Kallman (nach dem Drama Die Bakchen von Euripides). Deutsche Fassung: Helmut Reinold und Maria Bosse-Sporleder. UA 6. August 1966 Salzburg (Großes Festspielhaus; Regie: Gustav Rudolf Sellner; Bühnenbild und Kostüme: Filippo Sanjust; Dirigent: Christoph von Dohnányi)
  - Neufassung (1992): Musikdrama in einem Akt (ohne Intermezzo)
  - The Judgement of Calliope (Das Urteil der Kalliope) (1964/1991). Ein Satyrspiel (= aus den Bassariden herausgelöstes Intermezzo). UA 29. Oktober 1997 Gießen (Stadttheater; Regie: Guy Montavon; Ausstattung: Mark Väisänen; Dirigent: Michael Hofstetter)
    - Reduzierte Fassung für Singstimmen, Mandoline und Cembalo von Henning Brauel (1974)

  - Mänadentanz (1965), Adagio, Fuge und Mänadentanz (2004): siehe unter Andere Ensemble- / Orchesterwerke
- Moralities (Morality plays; Moralitäten) (1967). Drei szenische Kantaten (Spiele) für Solisten, Sprecher, gemischten Chor (SATB) und kleines Orchester. Libretto: Wystan Hugh Auden (nach Fabeln des Aesop). Deutsche Fassung: Maria Bosse-Sporleder. UA 18. Mai 1968 Cincinnati (May Festival; Chor und Solisten des College Conservatory of Music, Combined High School Chorus and Children’s Choir, Cincinnati Symphony Orchestra, Dirigent: Max Rudolf)
  - Kleine Fassung (1970). UA 1. April 1970 Saarbrücken (Kongresshalle; Wilhelm Pitsch [Sprecher], Charlotte Lehmann-Huber [Sopran], Ingrid Stolz [Alt], Georgios Chatsilias [Tenor], Siegmund Nimsgern [Bass]; Chor der staatlichen Hochschule für Musik, Saarbrücken; Hans und Kurt Schmitt [Klaviere], Franz Zöller [Cembalo]; Dirigent: Herbert Simolzi)

1. In the first age the frogs dwelt at peace (In Urzeiten lebten friedlich die Frösche am Teich) – 2. When first had no second, before time was (Ehe Zeit war, zu Anfang des Beginns) – 3. A ship put to sea (Ein Schiff stach in See)
- Das Floß der Medusa (1968; in memoriam Ernesto Che Guevara; Schluss revidiert 1990). Oratorium für Sopran, Bariton, Sprechstimme, 16-stimmigen gemischten Chor, 9 Knabenstimmen und Orchester. Libretto: Ernst Schnabel. Ursendung 9. Dezember 1968 Hamburg (NDR; Edda Moser [Sopran], Dietrich Fischer-Dieskau [Bariton], Charles Regnier [Sprecher]; Chor und Sinfonieorchester des NDR, Dirigent: Hans Werner Henze). UA (konzertant) 29. Januar 1971 Wien (Edda Moser [Sopran], William Pearson [Bariton], Helmut Janatsch [Sprecher]; Chor und Symphonieorchester des ORF, Dirigent: Miltiades Caridis). UA (szenisch) 15. April 1972 Nürnberg (Städtische Bühnen; Regie: Wolfgang Weber; Dirigent: Hans Gierster)

Teil 1: Die Einschiffung zum Untergang – Teil 2: Die neunte Nacht und der Morgen
- Der langwierige Weg in die Wohnung der Natascha Ungeheuer (1970/71). Show mit 17. Libretto: Gaston Salvatore. UA 17. Mai 1971 Rom (Teatro Olimpico / RAI; William Pearson [Bariton], Stomu Yamashta [Schlagzeug]; Giuseppe Agostini [Hammondorgel]; The Fires of London; Philip Jones Brass Ensemble; Gunther Hampel Free Jazz Group; Dirigent: Hans Werner Henze)

1. Planimetrie – 2. Belästigungsversuche – 3. Die verschleierten Boten – 4. Der lustlose Aufpasser – 5. Einleitung in die schwierige Bourgeoisie – 6. Rückkehrversuche in die Bourgeoisie – 7. (ohne Titel) – 8. Deutsches Lied – 9. Vermessungsurkunde – 10. Sprachübung (Galgenlied) – 11. Metaphentes
- Fragmente aus einer Show (1971): siehe unter Kammermusik – Blechbläserquintette

- La Cubana oder Ein Leben für die Kunst (1972/73; revidiert 1996). Fernsehoper (Vaudeville) in 5 Bildern. Libretto: Hans Magnus Enzensberger (nach Motiven aus dem Roman Canción de Rachel von Miguel Barnet). Ursendung 4. März 1974 New York (Channel 13; WNET Opera Theatre New York; Regie: Kirk Browning; Ausstattung: Rouben Ter-Arutunian; Dirigent: Hans Werner Henze). UA 28. Mai 1975 München (Staatstheater am Gärtnerplatz; Regie: Imo Moszkowicz; Bühnenbild und Kostüme: Jürgen Henze; Dirigent: Peter Falk; Chöre: Wilfried Koch)
  - Neufassung: La piccola Cubana (1990/91/96), für Kammertheater und stark verkleinerte Besetzung; von Jobst Liebrecht für Kammerensemble (2019/20).
  - Lieder und Tänze (1992/93) aus der Operette La Cubana für Mezzosopran und Kammerensemble: siehe unter Vokalwerke für Solostimme(n) und Ensemble / Orchester
- Streik bei Mannesmann (1973). Szenische Kantate. Libretto: Erika Runge. Musik: Dietrich Boeckle, Hans Werner Henze (Künstlerische Leitung), Niels Frederic Hoffmann, Thomas Jahn, Luca Lombardi und Wilfried Steinbrenner. UA 1973 Berlin
- We Come to the River (Wir erreichen den Fluß) (1974–1976). Actions for Music (Handlungen für Musik). Libretto: Edward Bond. UA 12. Juni 1976 London (Royal Opera House Covent Garden; Regie: Hans Werner Henze; Bühnenbild und Kostüme: Jürgen Henze; Dirigent: David Atherton)
  - Mad People’s Madrigal aus We Come to the River für 12-stimmigen gemischten Chor: siehe unter Vokalwerke für Solostimmen / Chor a cappella
- Der heiße Ofen (1975). Komische Oper. 5 Akte und 3 Zwischenakte. Texte: Friedrich Hitzer, Klaus Konjetzky, Wolfgang Florey, Niels Frederic Hoffmann, Thomas Jahn und Dieter Süverkrüp (nach dem Bühnenstück Michel und Rosi von Friedrich Hitzer und Klaus Konjetzky). Musik: Richard Blackfort, Henning Brauel, Peter Maxwell Davies, Michael Denhoff, Hans Werner Henze, Niels Frederic Hoffmann, Thomas Jahn, Geoffrey King und Francis Pinto. UA 18. März 1989 Kassel
- Pollicino (1979/80). Favola per musica (Märchen für Musik). Libretto: Giuseppe Di Leva (nach Märchen von Carlo Collodi, den Brüdern Grimm und Charles Perrault). UA 2. August 1980 Montepulciano (5. Cantiere Internazionale d’Arte; Kinder und Erwachsene aus Montepulciano und Umgebung; Regie: Willy Decker; Bühnenbild: Peter Nagel; Kostüme: Marion Gerretz; Concentus Politianus, Dirigent: Jan Latham-Koenig)
  - Spielmusiken aus Pollicino (1979/80) für Laienorchester: siehe unter Andere Ensemble- / Orchesterwerke
  - Sonatina (1979) aus Pollicino für Violine und Klavier: siehe unter Kammermusik – Duos für Streich- und Tasteninstrument
  - Sechs Stücke für junge Pianisten (1980) aus Pollicino: siehe unter Kammermusik – Soli für Tasteninstrument
  - Drei Märchenbilder aus Pollicino für Gitarre (1980) / für 2 Gitarren (1997): siehe unter Kammermusik – Soli / Duos für Zupfinstrumente
- The English Cat (Die englische Katze) (1980–1983; revidiert 1990). A Story for Singers and Instrumentalists (Eine Geschichte für Sänger und Instrumentalisten). 2 Akte (7 Bilder). Libretto: Edward Bond (nach Peines de cœur d’une chatte anglaise von Honoré de Balzac). Deutsche Fassung: Ken Bartlett. UA 2. Juni 1983 Schwetzinger Festspiele (Regie: Hans Werner Henze; Bühnenbild und Kostüme: Jakob Niedermeier; Ensemble der Württembergischen Staatsoper Stuttgart, Dirigent: Dennis Russel Davies)
  - Minette (1992) für Zither: siehe unter Kammermusik – Soli für Zupfinstrument
  - Minette (1998) für 2 Gitarren: siehe unter Kammermusik – Duos für Zupfinstrumente
  - Nocturnal Serenade aus Die Englische Katze. Bearbeitung für Sopran und Klavier (1996) von Martin Zehn: siehe unter Vokalwerke für Solostimme und 1 Instrument
- Ödipus der Tyrann oder Der Vater vertreibt seinen Sohn und schickt die Tochter in die Küche (1983). Ein Spiel für 4 Schauspieler, Tenor und 4 Instrumentalisten. Libretto: Hubert Hollmüller. Gemeinschaftsarbeit mit Hans-Jürgen von Bose, S. Holt und David Lang (* 1957). UA 30. Oktober 1983 Kindberg
  - Neue Volkslieder und Hirtengesänge (1996) für Fagott, Gitarre und Streichtrio: siehe unter Kammermusik – Quintette für gemischte Besetzung
- Das verratene Meer (1986–1989; revidiert 1992). Musikdrama in 2 Akten. Libretto: Hans-Ulrich Treichel (nach dem Roman Gogo No Eiko [Der Seemann, der die See verriet] von Yukio Mishima). UA 5. Mai 1990 Berlin (Deutsche Oper; Regie: Götz Friedrich; Bühnenbild: Hans Hoffer; Kostüme: Jan Skalicky; Dirigent: Markus Stenz)
  - Neufassung: Gogo No Eiko (2003; revidiert 2005). UA 15. Oktober 2003 Tokio (Suntory Hall; Mari Midorikawa, Tsuyoshi Mihara, Jun Takahashi, Yoshikazu Mera; Yomiuri Nippon Symphony Orchestra, Dirigent: Gerd Albrecht). UA (revidierte Fassung) 26. August 2006 Salzburg (Festspiele; Orchestra Sinfonica Nazionale della RAI, Dirigent: Gerd Albrecht)
  - La mano sinistra. Piece for Leon (1987; für Leon Fleisher; über Motive aus Das verratene Meer) für Klavier (linke Hand): siehe unter Kammermusik – Soli für Tasteninstrument
- Venus und Adonis (1993–1995). Oper in einem Akt für Sänger und Tänzer. Libretto: Hans-Ulrich Treichel. UA 11. Januar 1997 München (Bayerische Staatsoper)
- L’Upupa und der Triumph der Sohnesliebe (2000–2003). Ein deutsches Lustspiel in 2 Akten (11 Bildern). Libretto: Hans Werner Henze (nach einem arabischen Märchen). UA 12. August 2003 Salzburg (Kleines Festspielhaus; mit Laura Aikin [Badi’at], John Mark Ainsley [Dämon], Alfred Muff [Al Radschi], Hanna Schwarz [Malik], Günter Missenhardt [Dijab], Matthias Goerne [Al Kasim], Axel Köhler [Adschib], Anton Scharinger [Gharib]; Regie: Dieter Dorn; Ausstattung: Jürgen Rose; Wiener Philharmoniker, Konzertvereinigung Wiener Staatsopernchor, Dirigent: Markus Stenz)
- Phaedra. Konzertoper in 2 Teilen (9 Bildern). Libretto: Christian Lehnert. UA 6. September 2007 Berlin (Staatsoper; Regie: Peter Mussbach; Raum: Ólafur Elíasson; Kostüme: Bernd Skodzig; Licht: Olaf Freese; Dramaturgie: Jens Schroth; Ensemble Modern, Dirigent: Michael Boder)
- Opfergang (2009). Cantata (Dramatische Sinfonie, Konzertoper) für Sänger, Instrumentalisten und konzertierendes Klavier. Text (1919): Franz Werfel. UA (unter dem Titel Immolazione) 10. Januar 2010 Rom (Auditorium Parco della Musica; John Tomlinson [Fremder], Ian Bostridge [Hündchen], ?? [Bariton], Männerchor und Orchester der Accademia Nazionale di Santa Cecilia, Dirigent und Pianist: Antonio Pappano). Deutsche Erstaufführung 16. Dezember 2010 Bochum (Auditorium maximum der Ruhr-Universität; Gerd Grochowski [Fremder], Peter Hoare [Hündchen], Pjotr Prochera [Bariton], Egidius Kwartet: Jon Extabe Arzuga, Robert Coupe, Hans Wijers, Donald Bentvelsen [Gesang], Bochumer Symphoniker, Dirigent: Steven Sloane)

Orchester: 2(+2Picc+AFl).2(+EH).Heckelphon.2(+SSax+BKlar).2(+KFg) – 2(+Wagnertuba).2.2.0 – Pauken – Schlagzeug(4) – Harfe – Celesta – Klavier – Streicher
- Gisela! oder: Die merk- und denkwürdigen Wege des Glücks (2010). Musiktheaterstück für Sänger, Mimen, kleinen gemischten Chor und Instrumente. Libretto: Christian Lehnert, Michael Kerstan. UA 25. September 2010 Gladbeck (Maschinenhalle Zeche Zweckel; Ruhr.2010; Hanna Herfurtner [Gisela Geldmaier], Fausto Reinhart [Gennaro Esposito], Michael Dahmen [Hanspeter Schluckebier], Studierende der Folkwang Universität [Studiengänge Schauspiel und Tanz]; Regie: Pierre Audi; Bühne und Kostüme: Christof Hetzer; Licht: Jean Kalman; Choreographie: Jill Emerson, Gail Skrela; Video: Martin Eidenberger; Dramaturgie: Klaus Bertisch; Studio musikFabrik, Jugendensemble des Landesmusikrats NRW, Jugend-Kammerchor der Chorakademie Dortmund, Dirigent: Steven Sloane). UA (revidierte Fassung) 20. November 2010 Dresden (Semperoper; Nadja Mchantaf [Gisela Geldmeier], Markus Butter [Hanspeter Schluckebier], Giorgio Berrugi [Gennaro Esposito], Gala El Hadidi [Eine Touristin], Birgit Fandrey [Eine andere Touristin], Ilhun Jung [Antonio Scarlatti, Gastwirt / Ein Tourist], Gerald Hupach [Ein anderer Tourist], Peter Lobert [Der deutsche Generalkonsul], Andreas Waschneck, Ronny Philipp, Mario Weigel [Artisten]; Regie: Elisabeth Stöppler; Bühnenbild: Rebecca Ringst; Kostüme: Frank Lichtenberg; Licht: Fabio Antoci; Video: Andreas Etter; Dramaturgie: Stefan Ulrich; Sächsische Staatskapelle Dresden [Leitung Bühnenmusik: Wieland Heinze], Sächsischer Staatsopernchor Dresden [Einstudierung: Pablo Assante], Dirigent: Erik Nielsen)

Orchester: 2(+Picc+AFl).3(+EH+Heckelphon).2(+BKlar).2(+KFg) – 2.Wagnertuba.2.2.1 – Pauken – Schlagzeug(4) – Harfe – Celesta – Klavier(+Orgel) – Streicher: 6.5.4.4.1
Ballette
- Ballett-Variationen. Handlungsloses Ballett (1949; revidiert 1992). UA (konzertant) 28. September 1949 Düsseldorf (Schumann-Saal; Sinfonieorchester des Nordwestdeutschen Rundfunks Köln, Dirigent: Ljubomir Romansky). UA (szenisch) 21. Dezember 1958 Wuppertal (Wuppertaler Bühnen; Dirigent: Christian Vöchting; Choreographie: Erich Walter und Heinrich Wendel; Kostüme: Günter Kappel)
  - Neufassung (1998). UA (konzertant) 15. November 1998 Berlin (Großer Sendesaal des SFB; Rundfunk-Sinfonieorchester Berlin, Dirigent: Giuseppe Mega)

1. Allegro con brio – 2. Allegretto con grazia – 3. Vivace – 4. Allegramente – 5. Valse lente – 6. Finale. Allegro maestoso
- Jack Pudding (1949). Ballett in 3 Teilen. UA 30. Dezember 1950 Wiesbaden (Hessisches Staatstheater; Choreographie: Edgar von Pelchrzim [1904–1990]; Bühnenbild: Jean-Pierre Ponnelle; Dirigent: Hans Werner Henze)
  - Neufassung (1995): Le disperazioni del Signor Pulcinella (Die Verzweiflung des Herrn Pulcinella). Comedia di balletto con canto (Tanzschauspiel mit Gesang) (= Tanzstunden. Eine Trilogie [1996], Teil 1). Libretto: Sergio Sivori (nach Molière). UA 25. Mai 1997 Schwetzingen (Festspiele; Choreographie: Dieter Heitkamp; Ballett der Staatsoper Unter den Linden; Radio-Sinfonieorchester Stuttgart, Dirigent: Sebastian Weigle)
    - Pulcinella disperato. Fantasia (1992) für Klavier: siehe unter Kammermusik – Soli für Tasteninstrument
    - Pulcinellas Erzählungen (1996) für Kammerorchester: siehe unter Andere Ensemble- / Orchesterwerke
- Rosa Silber. Handlungsloses Ballett (1950). UA (konzertant) 8. Mai 1951 Berlin (Titania Palast; RIAS-Sonderkonzert, Dirigent: Ferenc Fricsay). UA (szenisch) 15. Oktober 1958 Köln (Städtische Bühnen; Choreographie: Lisa Kretschmar; Bühnenbild: Walter Gondolf; Kostüme: Ottowerner Meyer; Dirigent: Siegfried Köhler)
  - Neubearbeitung (1990): Das Vokaltuch der Kammersängerin Rosa Silber. Exercise mit Strawinsky über ein Bild von Paul Klee. UA 14. Januar 1991 London (Barbican Hall; Parnassus Ensemble, Dirigent: Hans Werner Henze)

1. Introduction – 2. Pas d’action – 3. Deux variations – 4. Intermède – 5. Pas de deux – 6. Conclusion
- Le Tombeau d’Orphée (1950). Ballett
- Labyrinth (1951). Choreographische Fantasie. UA (konzertant) 29. Mai 1952 (Solisten des Hessischen Rundfunks, Dirigent: Hans Werner Henze)
  - Neufassung (1996): Labyrinth. Ballett in einem Akt (= Tanzstunden. Eine Trilogie [1996], Teil 3). Libretto: Mark Baldwin. UA 25. Mai 1997 Schwetzingen (Festspiele; Choreographie: Mark Baldwin; Ballett der Staatsoper Unter den Linden; Radio-Sinfonieorchester Stuttgart, Dirigent: Sebastian Weigle)
- Pas d’action (1952). Ballett
  - Neufassung (1964): Tancredi. Ballett in 2 Bildern. Libretto: Peter Csobàdi. UA 18. Mai 1966 Wien (Staatsoper; Choreographie: Rudolf Nurejew; Bühnenbild und Kostüme: Barry Kay; Dirigent: Ernst Märzendorfer)
  - Suite Tancredi (1952): siehe unter Andere Ensemble- / Orchesterwerke
- Der Idiot (1952). Mimodrama. Idee: Tatjana Gsovsky. UA 1. September 1952 Berlin (Hebbel-Theater; Choreographie: Tatjana Gsovsky; Bühnenbild: Jean-Pierre Ponnelle; Dirigent: Rudolf Alberth; mit Klaus Kinski)
  - Neufassung (1953). Libretto: Ingeborg Bachmann (Monologe Myschkins, 1953; nach dem Roman Der Idiot von Fjodor Michailowitsch Dostojewski). UA 8. Januar 1960 Berlin (Deutsche Oper; Choreographie: Tatjana Gsovsky). UA (revidierte Fassung) 29. März 1996 Basel (Regie: Andreas Rochholl; Ausstattung: Andreas Tschui; Dirigent: Joachim Krause)
  - Revidierte Neufassung (1990): Paraphrasen über Dostojewski. In Worte gefaßt für Prinz Myshkin von Ingeborg Bachmann für Sprechstimme und 11 Instrumente: siehe unter Vokalwerke für Solostimme(n) und Ensemble / Orchester
  - Tanz- und Salonmusik (1952/1989) aus dem Mimodrama Der Idiot: siehe unter Andere Ensemble- / Orchesterwerke
- Maratona (Maratona di danza; 1956). Tanzdrama in einem Bild. Libretto: Luchino Visconti. UA 24. September 1957 Berlin (Städtische Oper; Regie: Luchino Visconti; Choreographie: Dick Sanders; Bühnenbild: Renzo Vespignani [1924–2001]; Dirigent: Richard Kraus)
  - Ballettsuite Maratona (1956) für zwei Jazzbands und Orchester: siehe unter Andere Ensemble- / Orchesterwerke
- Undine (Ondine). Ballett in 3 Akten (1956/57). Libretto: Frederick Ashton (nach Friedrich de la Motte Fouqué). UA 27. Oktober 1958 London (Royal Opera House Covent Garden; Margot Fonteyn [Undine]; Royal Ballet, Choreographie: Frederick Ashton; Bühnenbild: Lila De Nobili; Dirigent: Hans Werner Henze)
  - Jeux de Tritons (1956/57; erweitert 1967) für Klavier und Orchester, Hochzeitsmusik (1957) für symphonisches Bläserensemble, Trois Pas de Tritons (1958) für Orchester, Undine. Erste und Zweite Suite (1958) für Orchester: siehe unter Andere Ensemble- / Orchesterwerke
- L’usignolo dell’imperatore (Des Kaisers Nachtigall; 1959; revidiert 1970). Ballett-Pantomime. Libretto: Giulio Di Majo (nach dem Märchen von Hans Christian Andersen). UA (szenisch) 16. September 1959 Venedig (Biennale di Venezia, Teatro La Fenice; Regie: Franco Enriquez; Bühnenbild: Attilio Colonnello; Fiorella Coba [Tänzerin]; Schauspieler des Piccolo Teatro Mailand; Dirigent: Ettore Gracis). UA (konzertant) 26. September 1959 Berlin (Aurèle Nicolet [Flöte]; Solisten der Berliner Philharmoniker, Dirigent: Hans Werner Henze)
  - Reduzierte Fassung (1970) von Henning Brauel (für Flöte, Celesta, Klavier und Schlagzeug)
- Orpheus (1978). Eine Geschichte in 6 Szenen (2 Akten). Libretto: Edward Bond. UA 17. März 1979 Stuttgart (Württembergische Staatsoper; Choreographie: William Forsythe; Bühnenbild: Axel Manthey [1945–1995]; Kostüme: Joachim Herzog; Dirigent: Woldemar Nelsson [1938–2006])
  - Neufassung (1986; für kleinere Orchesterbesetzung). UA 20. Juni 1986 Wien (Staatsoper; Regie und Choreographie: Ruth Berghaus; Bühnenbild: Hans Dieter Schaal; Kostüme: Marie-Luise Strandt; Dirigent: Ulf Schirmer)
  - Konzertfassung (1978) für Sprecher und Orchester: siehe unter Vokalwerke für Solostimme(n) und Ensemble / Orchester
  - Apollo trionfante (1979), Arien des Orpheus (1979), Dramatische Szenen aus Orpheus (1979): siehe unter Andere Ensemble- / Orchesterwerke
  - Toccata senza Fuga (1979) aus Orpheus für Orgel, Euridice (1986) für Cembalo: siehe unter Kammermusik – Soli für Tasteninstrument
- Le fils de l’air (Der Sohn der Luft) oder: L’enfant changé en jeune homme (1995/96). Ballett (= Tanzstunden. Eine Trilogie [1996], Teil 2). Libretto: Jean Cocteau (1962). UA 25. Mai 1997 Schwetzingen (Festspiele; Choreographie: Alain Marty; Ballett der Staatsoper Unter den Linden; Radio-Sinfonieorchester Stuttgart, Dirigent: Sebastian Weigle)

Prélude – La Dame – Le Garçon – Les forains – Le cerceau – Grande Sarabande Bohémienne – Pas d’action – La dame nerveuse – Reprise de la danse – Scène et danse des doubles – Variation – L’enfant disparu – Vague resemblance – Le jeune acrobate – Böhmische Quinten. Leçons de danse – Pas d’action – Meditation – Scène – Epilogue
- Leçons de danse (1995/96) für 2 Klaviere (oder Klavier und Harfe) und Schlagzeug: siehe unter Kammermusik – Trios für gemischte Besetzung
- Erlkönig (1996) für Orchester, Zigeunerweisen und Sarabanden (1996/98) aus Le fils de l’air für Orchester: siehe unter Andere Ensemble- / Orchesterwerke

Bearbeitungen
- Die schlafende Prinzessin. Ballett. Vorspiel und 4 Bilder. Libretto: Hans Zehden. Musik nach Pjotr Iljitsch Tschaikowski, für kleines Orchester eingerichtet von Hans Werner Henze (1951)
- Jephte. Oratorium von Giacomo Carissimi (~1650). Instrumentiert von Hans Werner Henze (1976). UA 14. Juli 1976 London (Festival of the City of London; Jane Manning [Sopran], Sarah Walker [Alt], Philip Langridge [Tenor], Stephen Roberts [Bass]; Collegium Musicum of London, Dirigent: Hans Werner Henze, Chorleitung: Laszlo Heltay)
- Don Chisciotte (Don Quichotte). Opera comica (Komische Oper; 1769) von Giovanni Battista Lorenzi (Libretto) und Giovanni Paisiello (Musik). Neubearbeitung von Giuseppe Di Leva (Libretto), Hans Werner Henze und Henning Brauel (Musik). UA 1. August 1976 Montepulciano (1° Cantiere Internazionale d’Arte)
- Il ritorno d’Ulisse in patria. Oper von Giacomo Badoaro (Libretto) und Claudio Monteverdi (Musik) (Venedig 1641). Freie Rekonstruktion von Hans Werner Henze (1981). UA 11. August 1985 Salzburg (Salzburger Festspiele, Felsenreitschule; Dirigent: Jeffrey Tate)
  - Szenen und Arien aus Il ritorno di Ulisse in patria: siehe unter Vokalmusik – Bearbeitungen
- Der Mann, der vom Tode auferstand. Libretto: Erich Bormann (1929/30), Musik: Skizzen von Karl Amadeus Hartmann, ergänzt und instrumentiert von Hans Werner Henze (1988). UA 29. Mai 1988 München (1. Münchener Biennale; Regie: Ian Strasfogel; Dirigent: Georg Schmöhe)
- Fürwahr…?!. Libretto: Erich Bormann (1929/30), Musik: Skizzen von Karl Amadeus Hartmann, ergänzt und instrumentiert von Hans Werner Henze (1988). UA 29. Mai 1988 München (1. Münchener Biennale; Regie: Ian Strasfogel; Dirigent: Georg Schmöhe)
- Il Re Teodoro in Venezia. Dramatische Heldenkomödie in 2 Akten von Giovanni Battista Casti und Giovanni Paisiello (Musik; Wien 1784). Neue Orchestrierung und neue Rezitative von Hans Werner Henze; Mitarbeit: David Graham (1991/92). Bühnenbearbeitung: Lorenzo Mariani. UA 16. Juli 1992 Montepulciano (Cantiere Internazionale d’Arte; Regie: Lorenzo Mariani; Bühnenbild und Kostüme: Pasquale Grossi; Dirigent: Giuseppe Mega)

### Musik für Schauspiel, Hörspiel und Film
Schauspielmusik
- zu Viel Lärm um nichts von William Shakespeare (1949). Verschollen bis auf die Serenade für Violoncello: siehe unter Kammermusik – Soli für Streichinstrument
- zu Die Gefangenen von Max Kommerell (1950), für Streicher
- zu Der tolle Tag von Pierre Augustin Caron de Beaumarchais (1951)
- zu Judith von Jean Giraudoux (1952)
- zu Sodom und Gomorrha von Jean Giraudoux (1952)
- zu Caprices (Les Caprices de Marianne) von Alfred de Musset, Bearbeitung: Pierre Ponnelle (1962)
- zu Der Frieden von Aristophanes, deutsch von Peter Hacks (1964). UA 1964(?) (Regie: Jean-Pierre Ponnelle)
- zu The Woman (Scenes of war and freedom; 1974–1977) von Edward Bond (1978). UA 10. August 1978 London (Royal National Theatre; Regie: Edward Bond)

Hörspielmusik
- zu Die Zikaden (1954) von Ingeborg Bachmann. Ursendung 25. März 1955 Hamburg (Nordwestdeutscher Rundfunk; Regie: Gert Westphal; mit Ludwig Cremer [Erzähler], Will Quadflieg [Robinson], Paul Hoffmann [Der Gefangene], Charles Brauer [Antonio], Gerd Niemitz [Benedikt], Irmgard Först [Mrs. Helen Brown], Hans Paetsch [Mr. Charles Brown], Heinz Klevenow [Salvatore], Stefan Viktor Goertz [Prinz Ali], Ilse Bally [Jeanette], Tonio von der Meden [Stefano], Gisela Zoch, Inge Schmidt, Hans Kirchner, Heinrich Ockel)
- zu Der sechste Gesang von Ernst Schnabel (1956)[22]

Filmmusik
- zu Muriel, ou le Temps d’un retour (Muriel oder Die Zeit der Wiederkehr, Frankreich 1963; Regie: Alain Resnais, Drehbuch: Jean Cayrol)
- zu Der junge Törless (Bundesrepublik Deutschland/Frankreich 1965/66; Regie: Volker Schlöndorff; Drehbuch: Herbert Asmodi und Volker Schlöndorff, nach dem Roman Die Verwirrungen des Zöglings Törleß [1906] von Robert Musil)
- zu Der Paukenspieler, 2. Episode: Ein unheimlicher Moment (Kurzfilm, Bundesrepublik Deutschland 1967; Regie und Drehbuch: Volker Schlöndorff und Herbert Rimbach (* 1936))
- zu Die verlorene Ehre der Katharina Blum (Bundesrepublik Deutschland 1975; Regie: Volker Schlöndorff und Margarethe von Trotta; Drehbuch: Heinrich Böll, Volker Schlöndorff und Margarethe von Trotta, nach der gleichnamigen Erzählung [1974] von Heinrich Böll)
  - Konzertsuite Katharina Blum (1975): siehe unter Konzerte und andere Ensemble- und Orchesterwerke
- zu Abelard (Bundesrepublik Deutschland 1975/76; Regie und Drehbuch: Franz Seitz junior; Musik: Hans Werner Henze und Rolf Alexander Wilhelm)
- zu Greed (USA 1924) von Erich von Stroheim (1976; Klavierimprovisation; verschollen)
- zu Taugenichts (Bundesrepublik Deutschland 1977/78; Regie: Bernhard Sinkel; Drehbuch: Alf Brustellin und Bernhard Sinkel)
- zu Concierto barroco (Montezuma, Bundesrepublik Deutschland 1982; Regie: José Montes-Baquer)

Triplo concerto barocco (2003) für Kammerorchester: siehe unter Konzerte und andere Ensemble- und Orchesterwerke
- zu Nínguem duas vezes (Nach Lissabon, Portugal/Bundesrepublik Deutschland/Frankreich 1984; Regie: Jorge Silva Melo; Drehbuch: Jorge Silva Melo, Luíza Neto Jorge [1939–1989], Miguel Lobo Antunes und João Canijo), für Viola, Gitarre und Orgel
- zu L’amour à mort (Liebe bis in den Tod, Frankreich 1984; Regie: Alain Resnais, Drehbuch: Jean Gruault)
  - Konzertfassung Sonate für sechs Spieler (1984): siehe unter Kammermusik – Sextett für gemischte Besetzung
- zu Eine Liebe von Swann (Bundesrepublik Deutschland 1984; mit David Graham, Gerd Kühr und Marcel Wengler (* 1946); Regie und Drehbuch: Volker Schlöndorff, nach einem Kapitel aus dem 1. Teil [1913] des Romans Auf der Suche nach der verlorenen Zeit von Marcel Proust)
- zu Architecture at the Crossboard (Titelmusik zu einer Fernsehserie von Peter Adam, 1985), für Celesta, Vibraphon, Marimbaphon, Schlagzeug, Harfe und Klavier
- zu Comrades (Großbritannien 1986; Regie und Drehbuch: Bill Douglas [1934–1991]; Musik: David Graham und Hans Werner Henze), für Schlagzeug und Streicher

## Projektbetreuung
In Kursen hat Hans Werner Henze Jugendliche, Laien und Studierende dazu angeregt, gemeinsam neue Stücke zu erfinden und auf die Bühne zu bringen. Ergebnisse dieser regionalen und kommunalen Kulturarbeit waren u. a.:
- eine Rock-Oper mit Jugendlichen aus dem Mürztal, UA 29. Oktober 1982 in Mürzzuschlag (bei den Mürztaler Musikwerkstätten)[23]
- Robert, der Teufel (1985). Kommunaloper in 2 Akten. Libretto: Elfriede Jelinek (nach einem weststeirischen Märchen). Musik: Hansjörg Arndt, Helmut Kleindienst, Max Koch, Daniel Kügerl, Olga Neuwirth, Victor Rieß und Arno Steinwider. UA 27. Oktober 1985 Deutschlandsberg (Koralmhalle; 2. Jugendmusikfest Deutschlandsberg / Steirischer Herbst; Regie: Birgitta Trommler; Dirigent: Gerd Kühr)
- Die Regentrude (1986/87). Kommunaloper (nach dem Kunstmärchen Die Regentrude von Theodor Storm). Libretto und Musik von Studierenden der Hochschule für Musik Köln: Thomas Donecker, Richard Dünser, Detlev Glanert, Stefan Hakenberg, Dirk Lötfering und Oliver Trötschel. UA 5. September 1987 Alsfeld (Stadthalle; Koproduzent: Alte Oper Frankfurt am Main; A 27. September 1987;[24] Regie: Michael Kerstan; Ausstattung: Hermann Haindl; Vereinigte Liebhaberensembles; Dirigent: Markus Stenz)

## Auszeichnungen
- 1951: Robert-Schumann-Preis der Stadt Düsseldorf
- 1953: Premio RAI (im Rahmen des Grand Prix Italia; für Ein Landarzt)
- 1956: Sibelius-Goldmedaille (London)
- 1957: Großer Kunstpreis des Landes Nordrhein-Westfalen für Musik
- 1958: Preis der Musikkritik Buenos Aires
- 1959: Berliner Kunstpreis
- 1960: Ordentliches Mitglied Akademie der Künste in Berlin (West) (bis 1968)
- 1961: Niedersächsischer Kunstpreis Hannover
- 1964: Ordentliches Mitglied der Bayerischen Akademie der Schönen Künste München
- 1968: Korrespondierendes Mitglied der Deutschen Akademie der Künste in Berlin (Ost)
- 1971: Ehrendoktor der Musik der Universität Edinburgh
- 1975: Ehrenmitglied der Royal Academy of Music London
- 1976: Ludwig-Spohr-Preis der Stadt Braunschweig
- 1980: Preis der Stadt Positano (für die Ballette Undine und Orpheus)
- 1982: Ehrenmitglied der Deutschen Oper Berlin; Ehrenmitglied der American Academy of Arts and Letters New York
- 1983: Bach-Preis der Freien und Hansestadt Hamburg; Korrespondierendes Mitglied der Deutschen Akademie für Sprache und Dichtung Darmstadt
- 1990: Ernst von Siemens Musikpreis; pollo d’oro (Bilbao)
- 1991: Preis des Internationalen Theaterinstituts (ITI); Großes Verdienstkreuz des Verdienstordens der Bundesrepublik Deutschland; Medaille München leuchtet in Gold; Ehrenmitglied der Internationalen Gesellschaft für Neue Musik (IGNM)
- 1992: Mitglied der Europäischen Akademie der Wissenschaften und Künste (Salzburg)
- 1995: Westfälischer Musikpreis; Musikpreis der Stadt Duisburg; Ehrenmitglied der Accademia Nazionale di Santa Cecilia (Rom); Kultureller Ehrenpreis der Landeshauptstadt München
- 1996: Annette-von-Droste-Hülshoff-Preis des Landschaftsverbandes Westfalen-Lippe; Ehrendoktor der Universität Osnabrück; Ehrenbürger der Stadt Montepulciano
- 1996: Ehrendoktor für Musikwissenschaft der Universität Osnabrück, Facheinheit Musik/Musikwissenschaft
- 1997: Ehrenbürger von Marino; Hans-von-Bülow-Medaille der Berliner Philharmoniker
- 1998: Bayerischer Maximiliansorden für Wissenschaft und Kunst; Honorary Fellow of the Royal Northern College of Music (Manchester)
- 2000: Praemium Imperiale
- 2001: Cannes Classical Award (Kategorie: Best Living Composer); Deutscher Tanzpreis
- 2001: Mitglied der Freien Akademie der Künste Hamburg
- 2001: Der Westfälische Musikpreis wird in Hans-Werner-Henze-Preis umbenannt.
- 2003: Ritter der Ehrenlegion
- 2004: Ehrendoktor für Musikwissenschaft der Hochschule für Musik und Theater München
- 2008: Großes Verdienstkreuz der Bundesrepublik Deutschland mit Stern
- 2010: KulturPreis Europa
- 2011: Deutscher Musikautorenpreis für das Lebenswerk
- 2012: Capell-Compositeur der Staatskapelle Dresden
- 2020: Benennung des Platzes vor dem Theater Gütersloh in Hans-Werner-Henze-Platz, Anbringung einer Gedenktafel an Henzes Geburtshaus in der Brunnenstraße 1 in Gütersloh

## Publikationen
- Undine – Tagebuch eines Balletts. München 1959.
- Essays. Mainz: Schott 1964.
- Musik und Politik. Schriften und Gespräche 1955–1984. Hg. v. Jens Brockmeier. Deutscher Taschenbuch Verlag, München 1984 (1. Auflage 1976).
- Neue Aspekte der Musikalischen Ästhetik, Bd. 1–5. Fischer, Frankfurt 1978–1999
- Reiselieder mit böhmischen Quinten. Autobiographische Mitteilungen 1926–1995. Fischer, Frankfurt 1996
- Wie ‚Die Englische Katze‘ entstand. Fischer, Frankfurt 1997
- Komponieren in der Schule. Notizen aus einer Werkstatt. Schott, Mainz 1998.
- Reiselieder mit böhmischen Quinten. Fischer, Frankfurt 2001
- L’Upupa. Nachtstücke aus dem Morgenland. Autobiographische Mitteilungen. Berlin 2003.
- Hans Werner Henze – Ingeborg Bachmann: Briefe einer Freundschaft. Piper, München 2004
- Phaedra. Ein Tagebuch. In Zusammenarbeit mit Christian Lehnert. Wagenbach, Berlin 2007
- André Müller: Entblößungen. Interviews. Wilhelm Goldmann Verlag, München 1982 ISBN 978-3-442-03887-9[25]
- Zwischen den Kulturen – Neue Aspekte der musikalischen Ästhetik I. Hg. Hans Werner Henze, Fischer, Frankfurt a. M. 1979.
- Die Zeichen – Neue Aspekte der musikalischen Ästhetik II. Hg. Hans Werner Henze, Fischer, Frankfurt a. M 1981.
- Lehrgänge: Erziehung in Musik – Neue Aspekte der musikalischen Ästhetik III. Hg. Hans Werner Henze, Fischer, Frankfurt a. M. 1986.
- Die Chiffren: Musik und Sprache – Neue Aspekte der musikalischen Ästhetik IV. Hg. Hans Werner Henze, Fischer, Frankfurt a. M. 1990.
- Musik und Mythos – Neue Aspekte der musikalischen Ästhetik V. Hg. Hans Werner Henze, Fischer, Frankfurt a. M. 1999.
- „Offenheit, Treue, Brüderlichkeit …“ Karl Amadeus und Elisabeth Hartmann im Briefwechsel mit Hans Werner Henze. Briefe und Dokumente, hrsg. v. Andreas Hérm Baumgartner und Wolfgang Rathert unter Mitarbeit von Vinzenz Wolf. Allitera, München 2022 [Schriftenreihe Karl Amadeus Hartmann, Bd. 1], ISBN 978-3-96233-304-1.

## Aufführungen (Schwerpunkt)
- Im Ruhrgebiet gab es in der Saison 2010/2011 einen Henze-Schwerpunkt an verschiedenen Aufführungsorten, auch außerhalb (z. B. in Kleve), darunter selten gespielte Stücke. RUHR.2010 – Kulturhauptstadt Europas – „Das Henze-Projekt. Neue Musik für eine Metropole“.